# Armée ottomane
L’armée ottomane (en turc : Osmanlı Ordusu ; en turc ottoman : اردوي همايون ; Ordu-yi Hümâyûn) est l'armée de l'Empire ottoman, son histoire peut être divisée en cinq périodes principales. Les bases de ce qu'elle deviendra sont posées entre 1299 avec la fondation de l'Empire ottoman et 1453 (chute de Constantinople). La « période classique » débute en 1451 avec le couronnement du sultan Mehmed II, jusqu'à la paix de Zsitvatorok en 1606. Les réformes militaires couvrent une période qui s'étend de 1606 à 1826 (Vaka-i Hayriye, la dissolution du corps des janissaires), où l'armée ottomane entre dans ce qui est appelé la « période moderne » jusqu'au milieu du XIXe siècle. Le déclin de l'Empire et de son armée commence en 1861, avec le règne du sultan Abdülaziz, et s'effondre en 1918 après l'armistice de Moudros.

## Fondation (1299–1453)

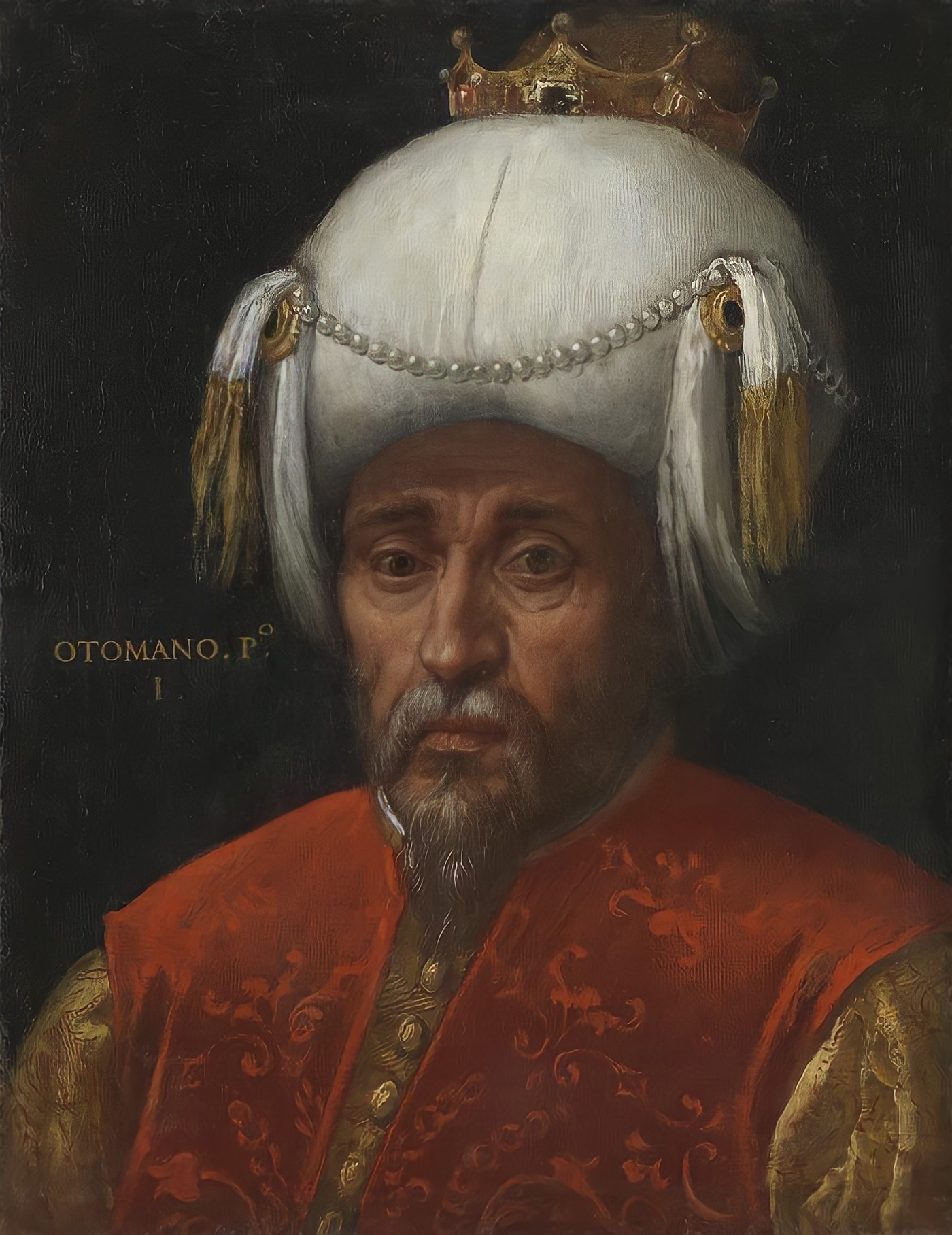
Osman Ier (1258-1326, r. 1299-1324/26), fondateur de l’Empire ottoman.

La première armée ottomane connue est une force de cavalerie nomade des steppes. 
Formée par des tribus de Turcomans venant de l'ouest de l'Anatolie, elle est réunie par Osman Ier à la fin du XIIIe siècle. 
Ces cavaliers deviennent une force irrégulière utilisée comme commandos, armés seulement avec des arcs et des lances. 
Les terres conquises leur sont attribuées par fiefs appelés timar (tımar), et ils deviennent alors des timariotes (tımarlı). 
Ils se partagent aussi les richesses amassées lors des conquêtes.
Orhan (1281-1362, r. 1324-1362) organise par la suite une armée de métier payée par un salaire plutôt que par le butin et les terres. 
L'infanterie est appelée yaya (piéton en turc) et la cavalerie müsellems. 
Essentiellement composée par des mercenaires étrangers, ainsi que de rares Turcs, ils ne sont pas obligés de se convertir à l'Islam tant qu'ils obéissent à leurs supérieurs ottomans.

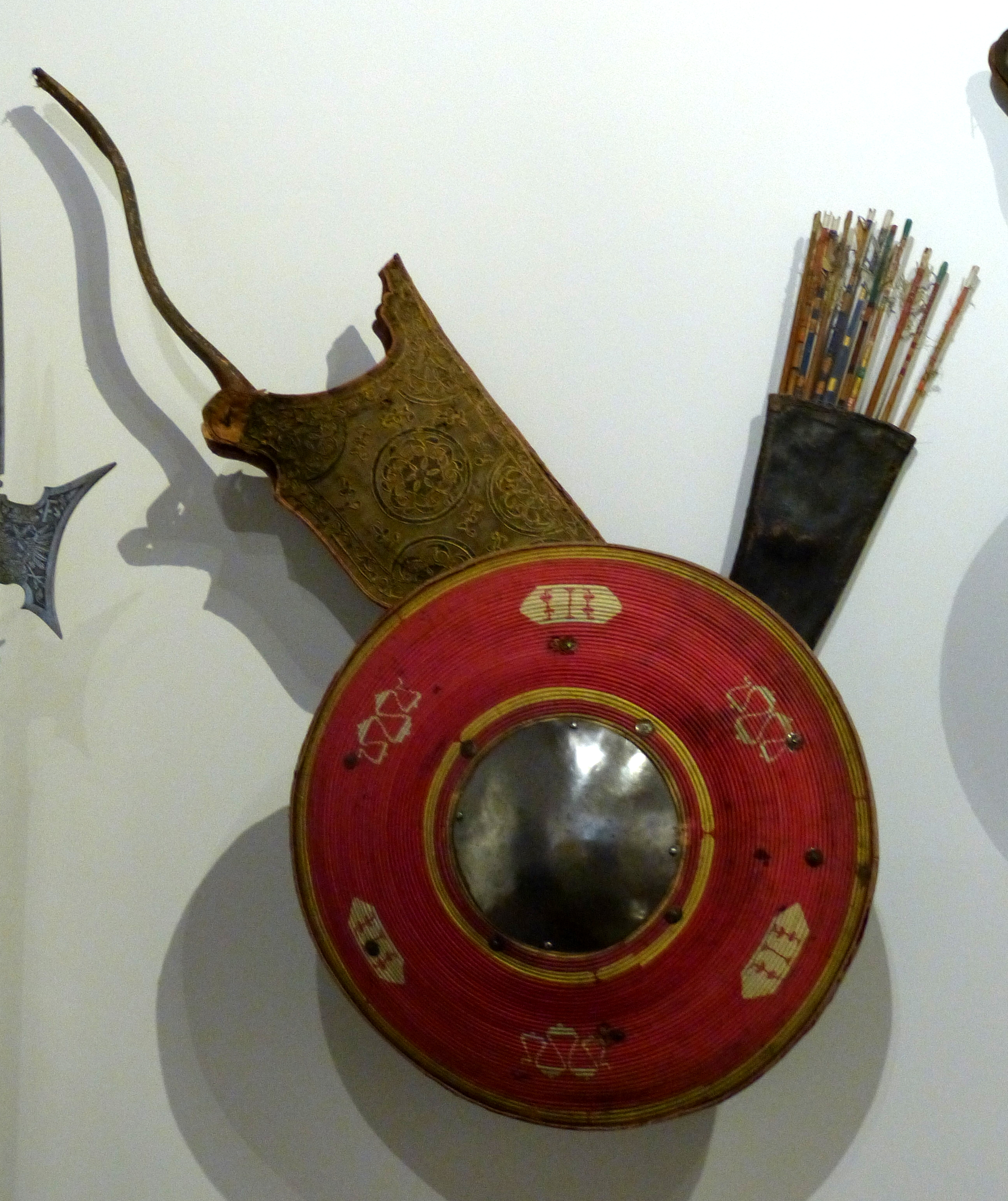
Arc, carquois et bouclier rond ottoman, vers 1500
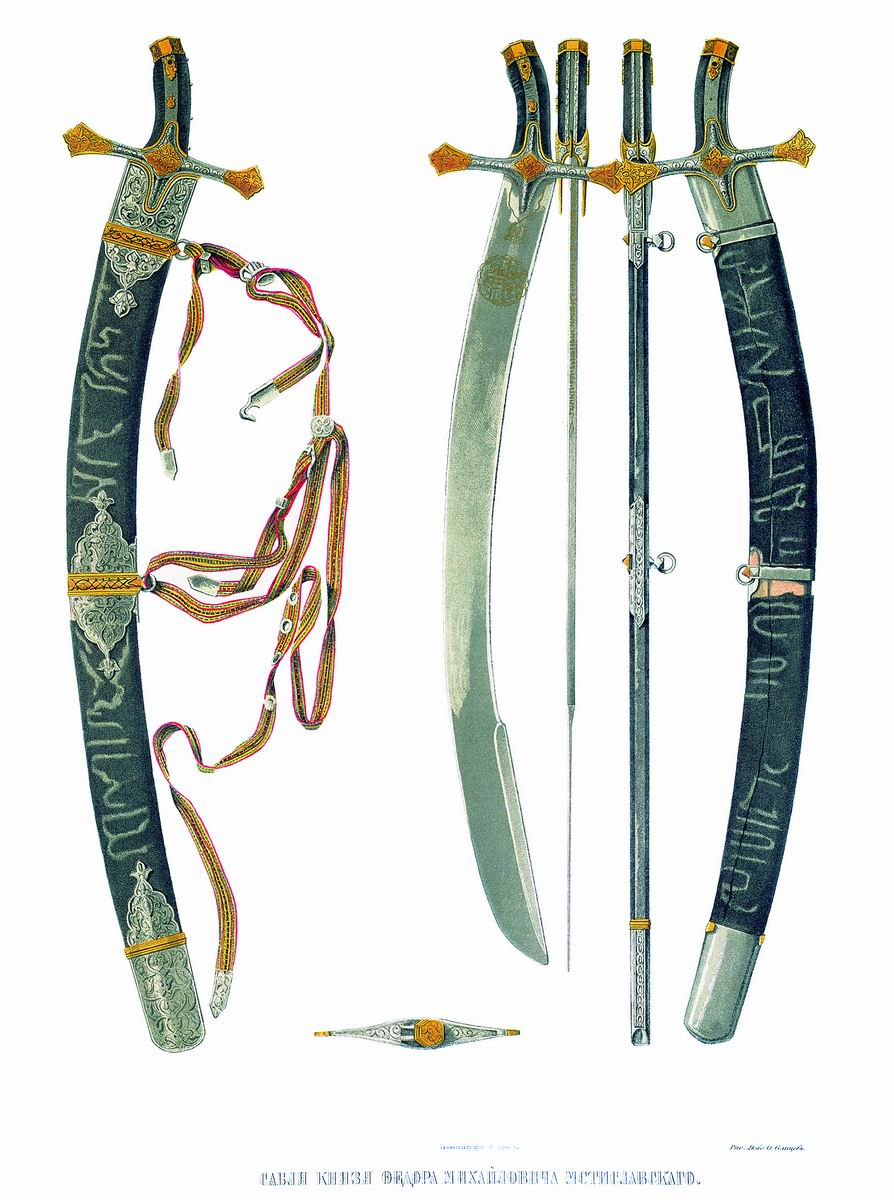
Kilij / cimeterre
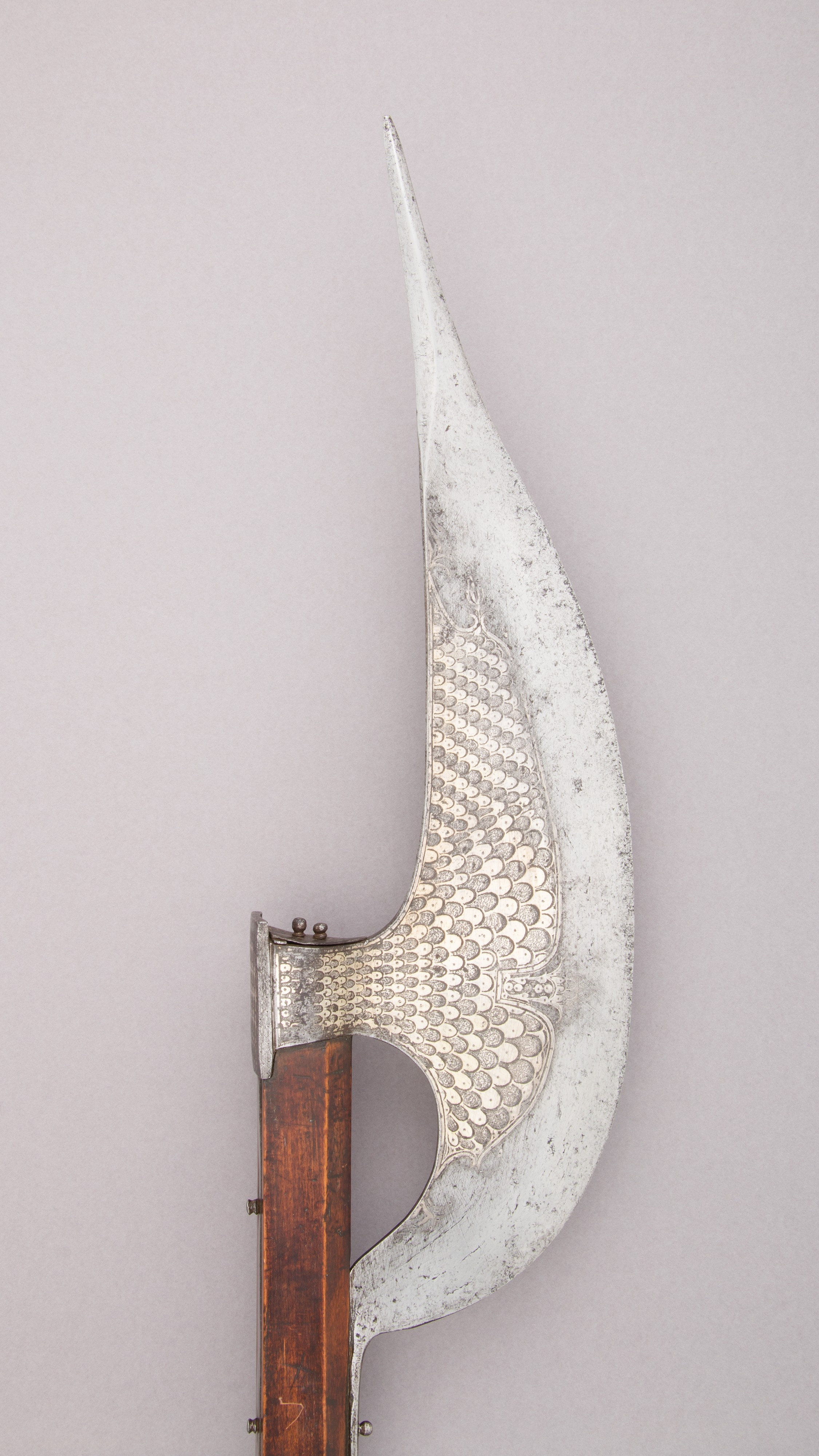
Bardiche

L'armée ottomane commence à utiliser des armes à feu au début du XVe siècle. 
Par la suite, des troupes spécialisées commencent à apparaître, comme l'infanterie régulière de fusiliers (Piyade Topçu, littéralement « artillerie à pied »), la cavalerie régulière armée de fusils (Süvari Topçu Neferi, littéralement « soldat artilleur monté ») et les bombardiers (Humbaraci), des grenadiers qui lancent des explosifs appelés khimbara.
Lors des combats, les dignitaires sont protégés par de remarquables armures.

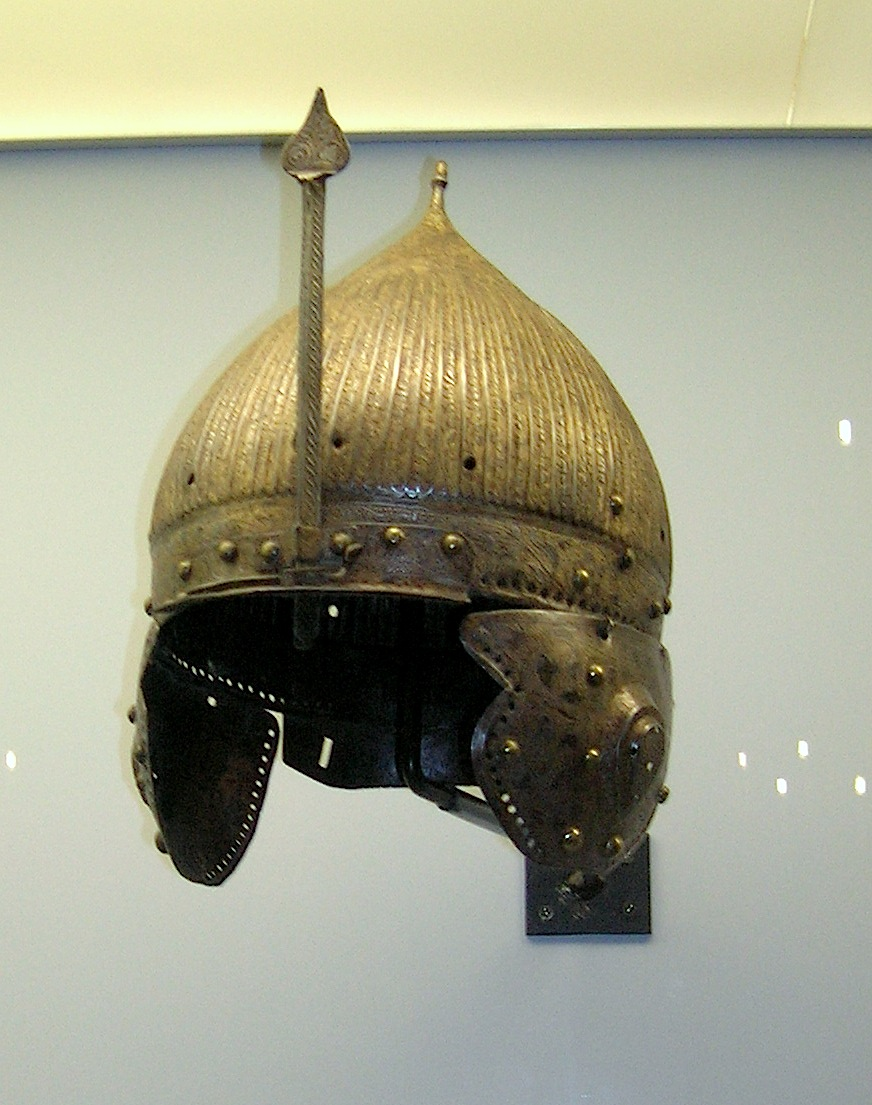
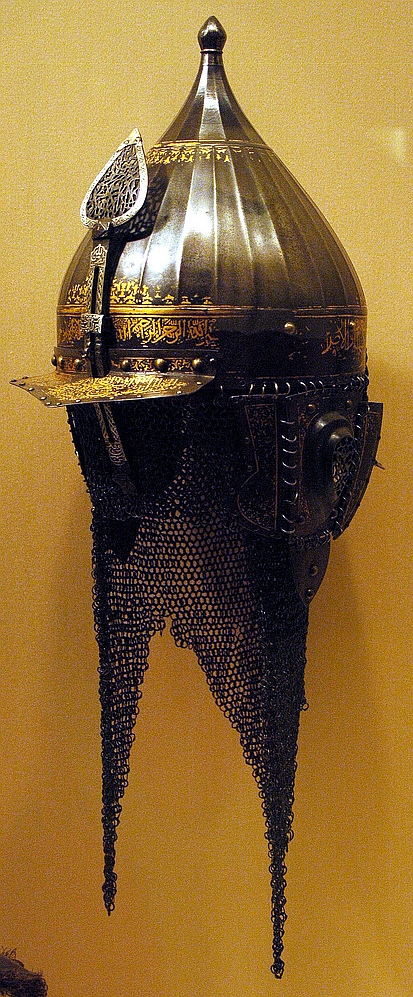
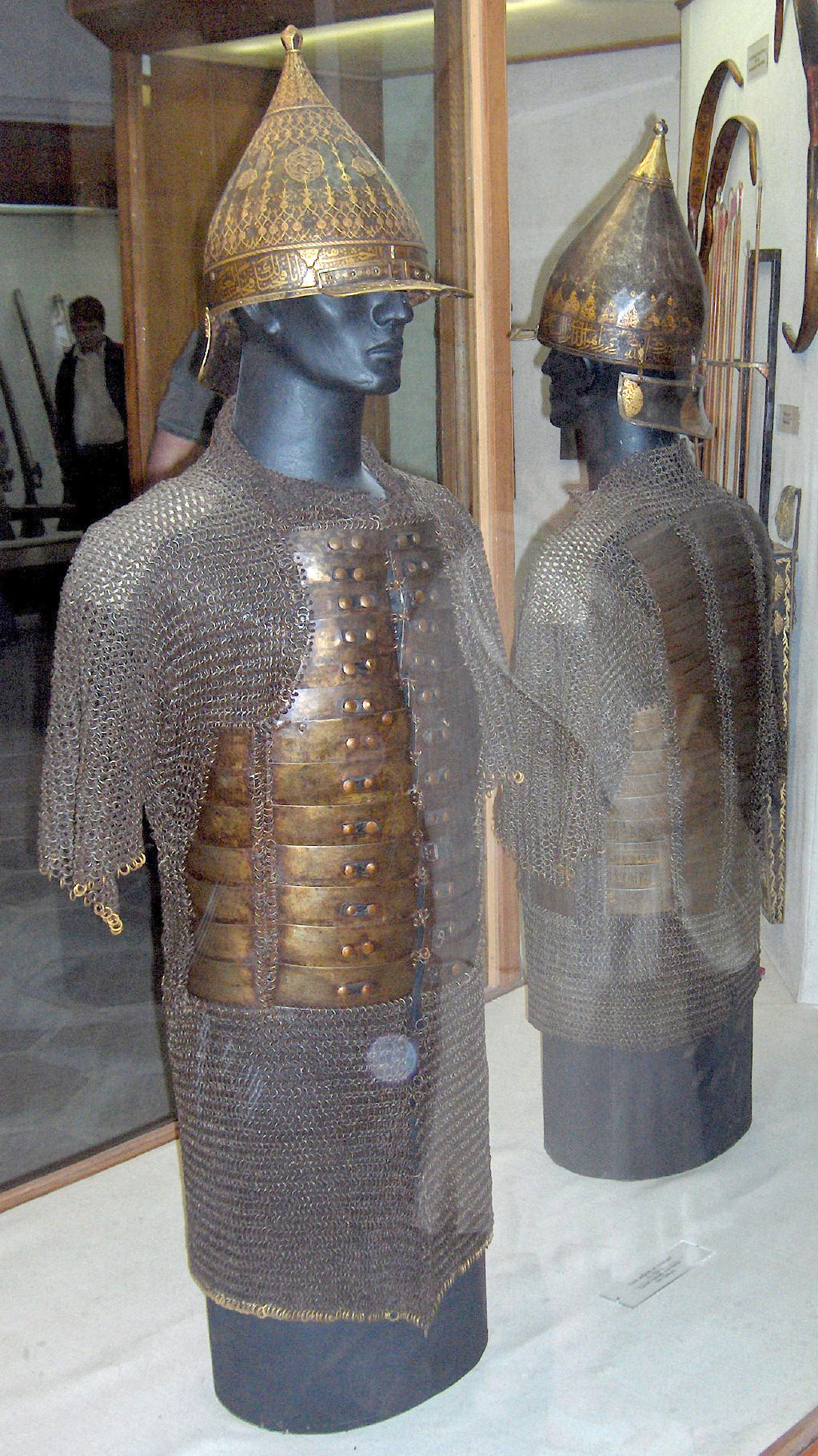
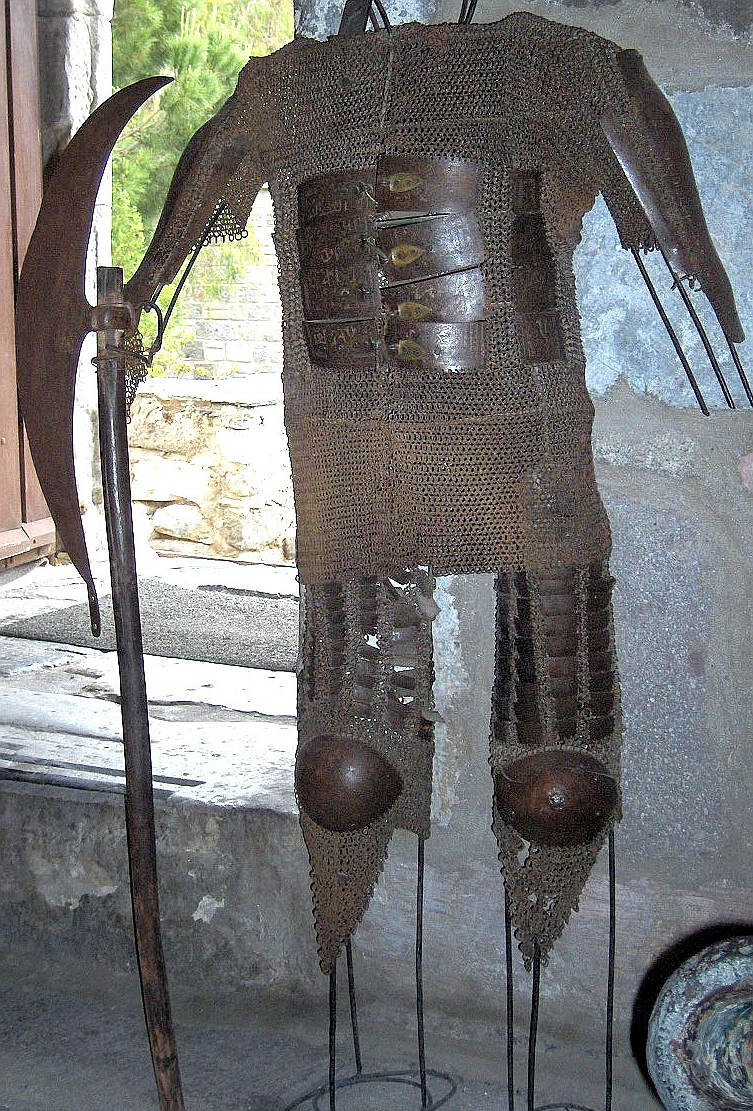
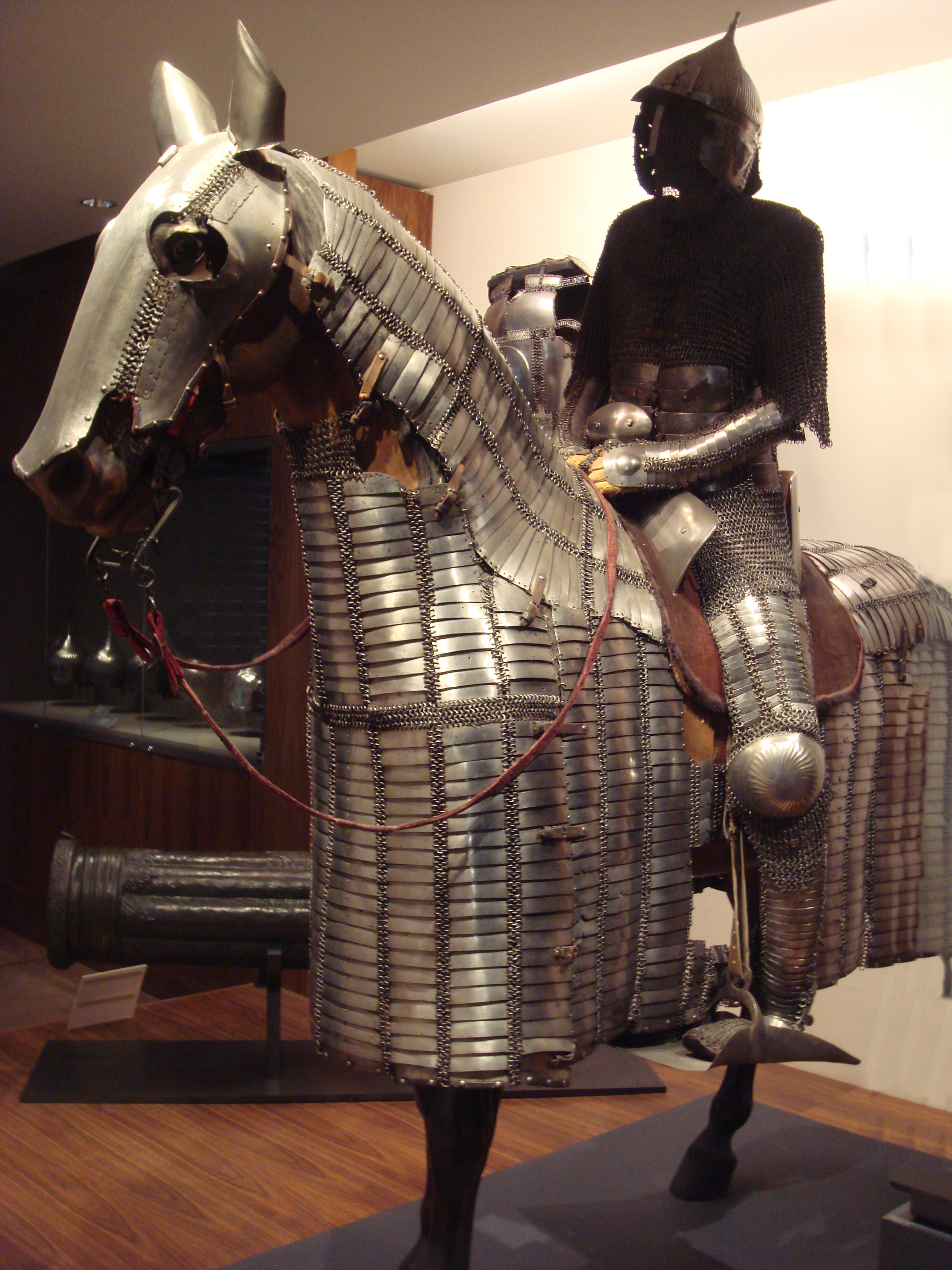

## Période classique (1451–1606)

Étendard de l'armée ottomane de 1453 à 1798
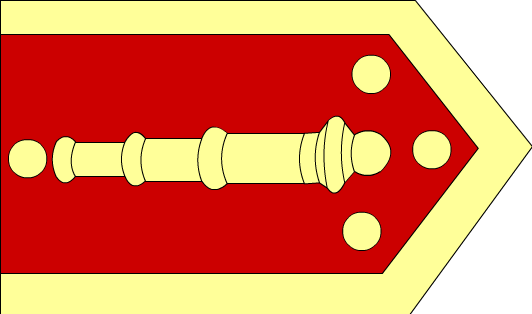
Drapeau des artilleurs du Topçu
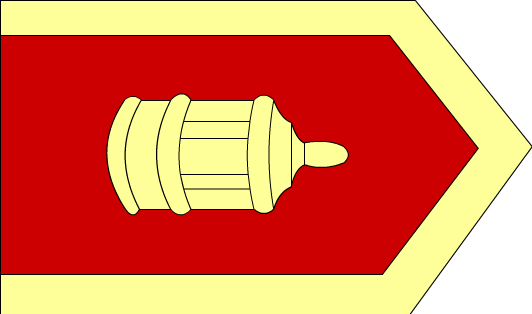
Drapeau des bombardiers Humbaracı représentant le premier mortier et lanceur de grenades (XVe siècle)
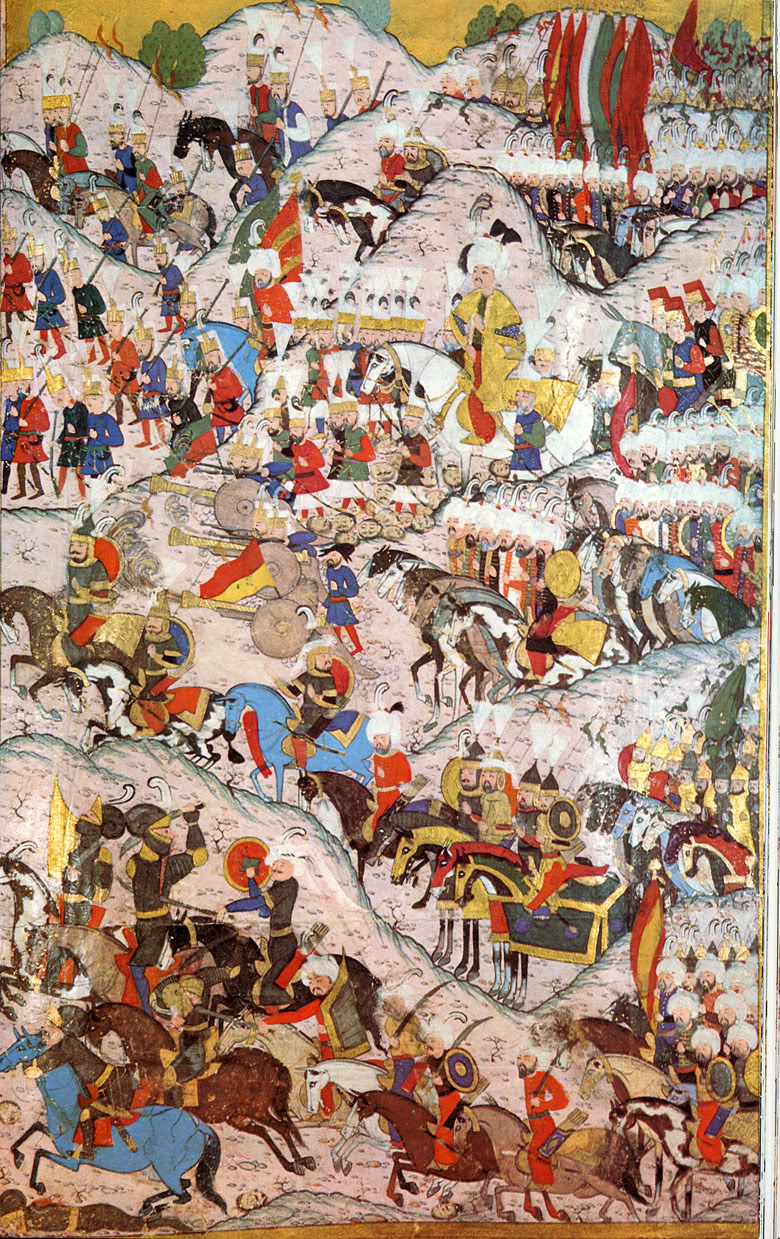
Soliman le Magnifique (1494-1566, r. 1520-1566) à la bataille de Mohács (1526) contre Louis II Jagellon

### Organisation
L’armée ottomane s’est organisée progressivement aux XIVe siècle et XVe siècle pour atteindre sa structure classique au XVIe siècle avec la répartition suivante :

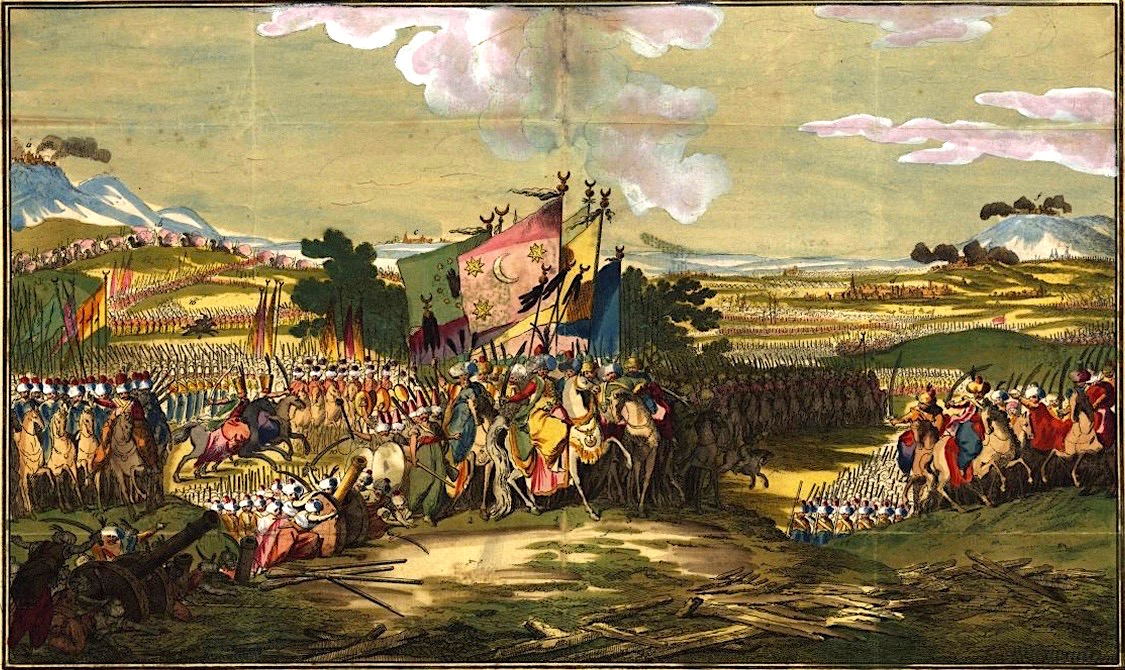
Parade de l'armée ottomane près de Sofia ; les forteresses alentour tirent des coups de canon (gravure allemande, 1788). C'était une manière d'affirmer la domination du sultan sur ses sujets, musulmans ou non, et d'inciter les jeunes paysans à s'engager.

Les troupes régulières ou Kapıkulu (قپوقولو اوجاغی, les « esclaves de la Porte »), directement entretenues par le sultan, composent l'essentiel de l'armée ottomane :
- Les « Six divisions de cavalerie » (Altı Bölük Halkı) ou Kapıkulu Süvarileri :
  - Sipahis de la Porte (سپاهی)
  - Silahdars
  - Sağ Ulufeciler (droite) et Sol Ulufeciler (gauche)
  - Sağ Garipler (droite) et Sol Garipler (gauche)
- Les divisions d'infanterie (Kapıkulu Piyadeleri) :
  - Janissaires (يڭيچري, Yeniçeri)
  - Solaklar (« fantassins de gauche ») et Sakalar (« fantassins de droite »)
  - Acemi (« novices »)
  - Topçu (« artilleurs »)
  - Top Arabacıları (« canonniers »)
  - Djébédji (« armuriers »)
  - Humbaracı (« bombardiers »)
  - Lağımcı (« mineurs »)
  - Acemi (« novices »)
- Les divisions de gardes :
  - Bostangi (« jardiniers », gardes du sérail de Topkapi)
  - Baltadji (« hommes à la hache », gardes royaux)

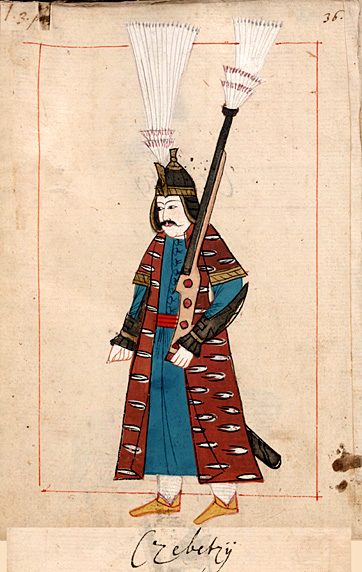
Djébédji en uniforme d'apparat, 1657

Les troupes irrégulières, assistent l'armée régulière :
- Yerli Kulu :
  - Azabs (عزب)
  - Bachi-bouzouks (başıbozuk)
  - Sekbans (mercenaires)
  - Tüfenkçi
  - İcareli (artillerie indigène)
  - Müsellem (génie)
- Serhat Kulu :
  - Deliler (cavalerie légère des Balkans)
  - Gönüllü (bénévoles)
  - Besli
  - Tîmârlı sipahi ou timariotes (cavalerie noble)
  - Akindji (éclaireurs montés)

Les soldats des vassaux ou alliés peuvent aussi participer aux conquêtes.
Les corps auxiliaires de l'armée ottomane font aussi office d'exception parmi leurs contemporains, faisant du système militaire ottoman une machine de guerre efficace. Un corps prépare la route que vont emprunter les soldats ; un corps plante les tentes du camp ; un corps prépare les repas, etc. Le corps des janissaires possède son propre service médical composé de chirurgiens musulmans et juifs, capable d'organiser diverses méthodes pour évacuer les blessés jusqu'aux hôpitaux de l'arrière.

### Armée régulière:Kapıkulu
Jusqu'au milieu du XIVe siècle, l'armée régulière est commandée et payée par d'importants propriétaires terriens devenus des membres de la noblesse ottomane. Ces mercenaires sont alors des outils que les nobles utilisent pour améliorer leur influence auprès du sultan, qui ne peut pas se permettre de payer tant de soldats.
Mais l’augmentation du nombre de mercenaires menace la noblesse ottomane, et le sultan Mourad Ier décide de créer sa propre armée composée d'esclaves issus des captures de guerre, appelés Kapıkulu (« sujet (ou esclave) de la Porte »). Cette nouvelle force, basée sur le droit du sultan d'acquérir un cinquième du butin de guerre, inclut des hommes faits prisonniers sur les champs de bataille ou dans les villes conquises, réduits en esclavage puis convertis à l'Islam et entraînés à servir le sultan.
Un des corps des Kapıkulu est celui des janissaires (Yeniçeri), recrutés de force parmi les enfants chrétiens de l’Empire suivant la taxe du devşirme instituée par Mehmed II, mais cette armée s’étendit rapidement et comptait beaucoup d’autres corps, comme celui des hallebardiers (Baltacı). Leur nombre augmente rapidement et les Kapıkulu deviennent l'élément le plus important de l'armée ottomane. Mourad utilise sa nouvelle armée pour asseoir son autorité sur les nobles en les obligeant à payer des taxes afin de renflouer le trésor et ainsi maintenir et embaucher plus de Kapıkulu.
Les Ottomans sont alors le premier État à entretenir une armée de métier depuis l’Empire romain. Les janissaires sont comparés ainsi à la garde prétorienne et, de par leur faits d’armes, restent un des symboles de l’armée ottomane. À la fin du XVe siècle, sans y compter tous ses vassaux (khanat de Crimée et régence d'Alger, etc.), le sultan dispose de 50 000 cavaliers, 12 000 fantassins et de plusieurs milliers de janissaires, ce qui en fait une des forces les plus puissantes de l'époque.

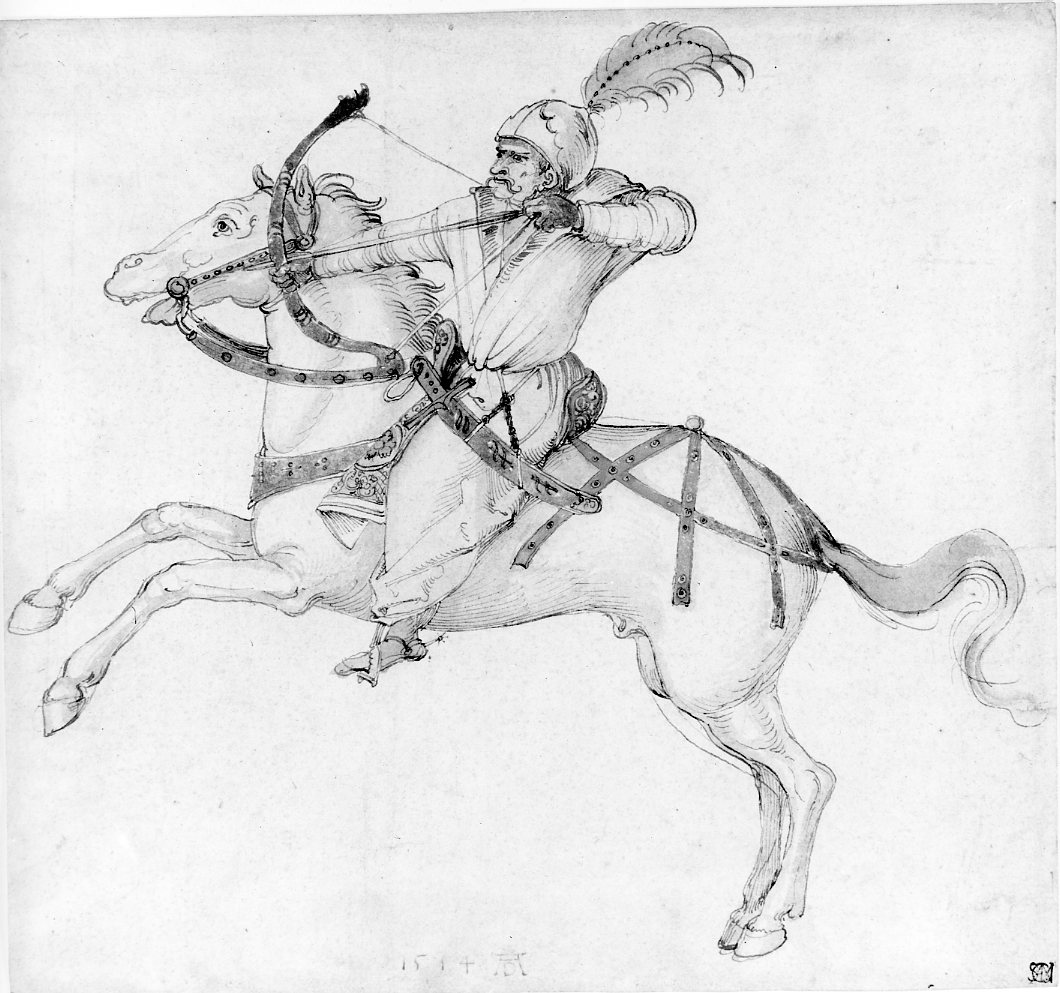
Archer, 1514 (Dürer)
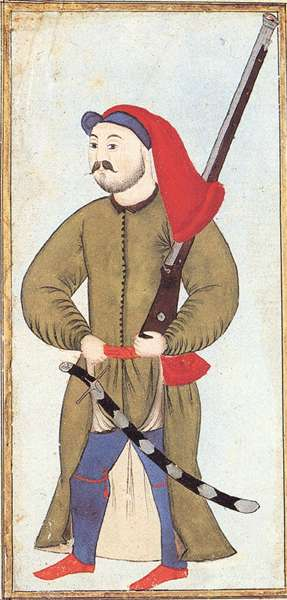
Soldat ordinaire, 1570
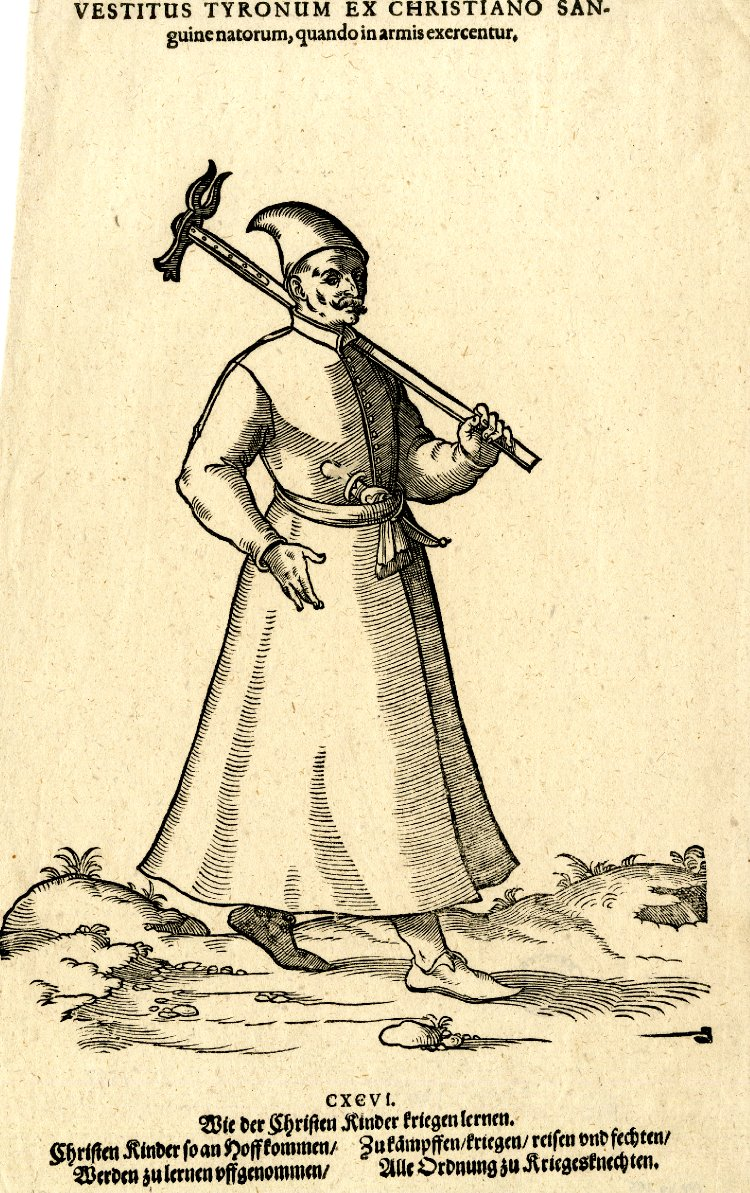
Fantassin, 1577
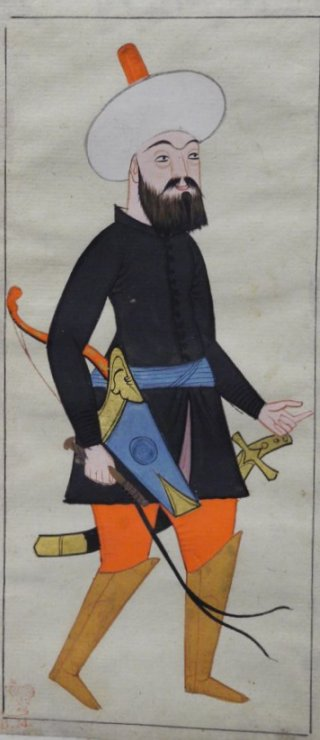
Courrier ou Tatar, 1618
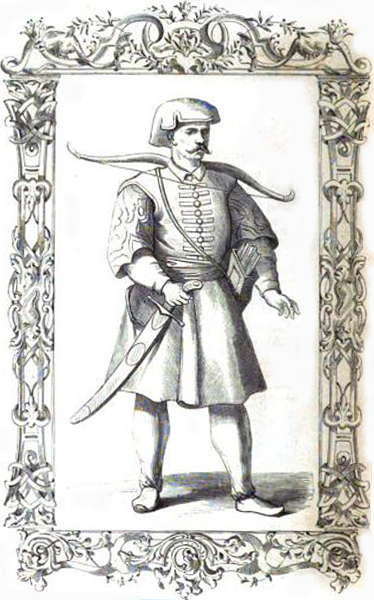
Azab, 1703

#### Janissaires
Les janissaires étaient des unités d'infanterie formant l'armée personnelle et les gardes du corps du sultan. Créée au XIVe siècle par Mourad Ier, la force a été abolie en 1826 par le sultan Mahmoud II.
Les premières unités étaient composée de prisonniers de guerre et d'esclaves. Après les années 1380, Mehmed Ier a rempli leurs rangs par des prises de guerre humaines résultant de la taxe du devşirme : les hommes du sultan enrôlaient des jeunes garçons non musulmans, principalement d'origine chrétienne, d'abord de façon aléatoire puis à la suite d'une sélection stricte. Ils étaient alors convertis à l'Islam et entraînés.
Initialement, les janissaires étaient grecs ou albanais, sélectionnés à la hauteur d'un garçon sur cinq entre sept et quatorze ans. Par la suite, à mesure que l'empire s'étendait, leurs rangs s'étoffèrent de Serbes, de Bosniens et de garçons issus des autres pays des Balkans, jusqu'à l'Ukraine et au sud de la Russie. Pendant le règne de Mourad III (1546–1595), ils commencèrent à accepter des hommes non issus du devchirmé, et l’enrôlement des esclaves chrétiens a complètement stoppé au XVIIe siècle. Par la suite, seuls des volontaires étaient entraînés.
Le corps des janissaires est également distinct des autres troupes contemporaines parce qu'ils sont payés même en temps de paix, où ils servent de gendarmes et de pompiers.
Leur habileté au combat, notamment dans leur efficacité en tant que fusiliers à pied, surpasse alors celle de la cavalerie équipée d'épées et de lances. Ils adoptent les armes à feu dès le XVe siècle, et sont presque entièrement équipés de mousquets au XVIe siècle. Ils sont également experts dans le lancer de grenades et dans le maniement des arquebuses.
Leur nombre passe de huit mille au début du XIVe siècle à plus de 100 000 au XIXe siècle. Initialement contraints au célibat et à la vie de caserne, ils voient les règles s'assouplir au fil du temps.
Ils interférent régulièrement dans les processus de succession pour défendre leurs intérêts, contraignant certains sultans à abdiquer et assassinant même l'un d'eux, Osman II, en 1622. En 1826, Mahmoud II ordonne leur exécution par le reste de l'armée ottomane et des dizaines de milliers d'entre eux sont tués.

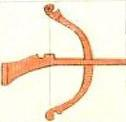
Fusil et arc, emblème d'un régiment de janissaires
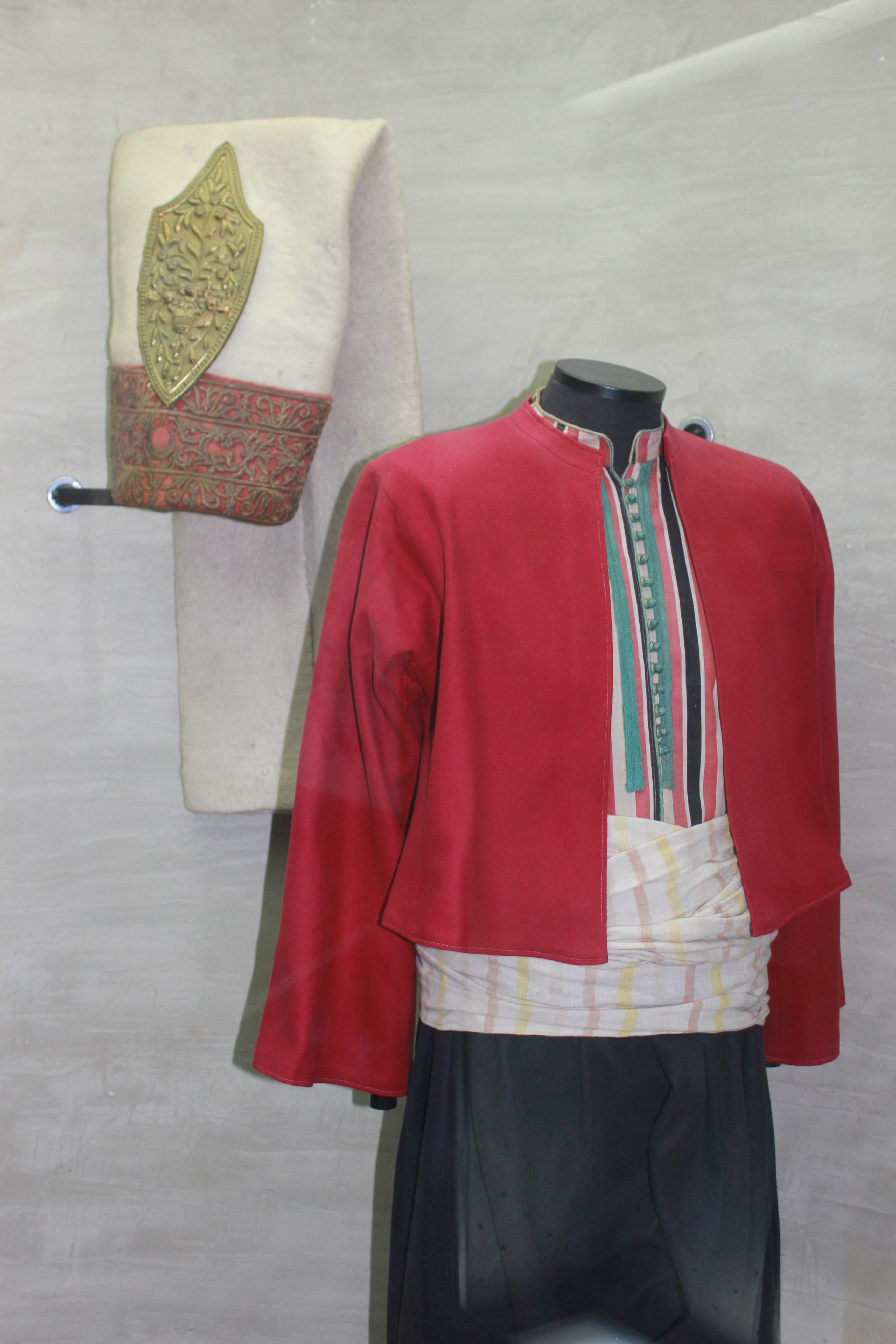
Tenue
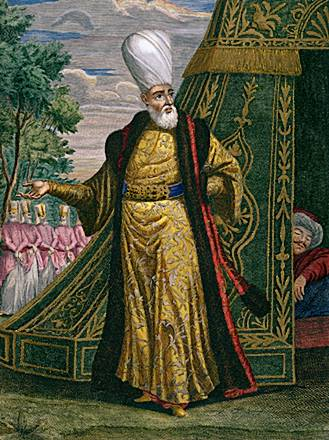
Un commandant du corps des janissaires en 1798
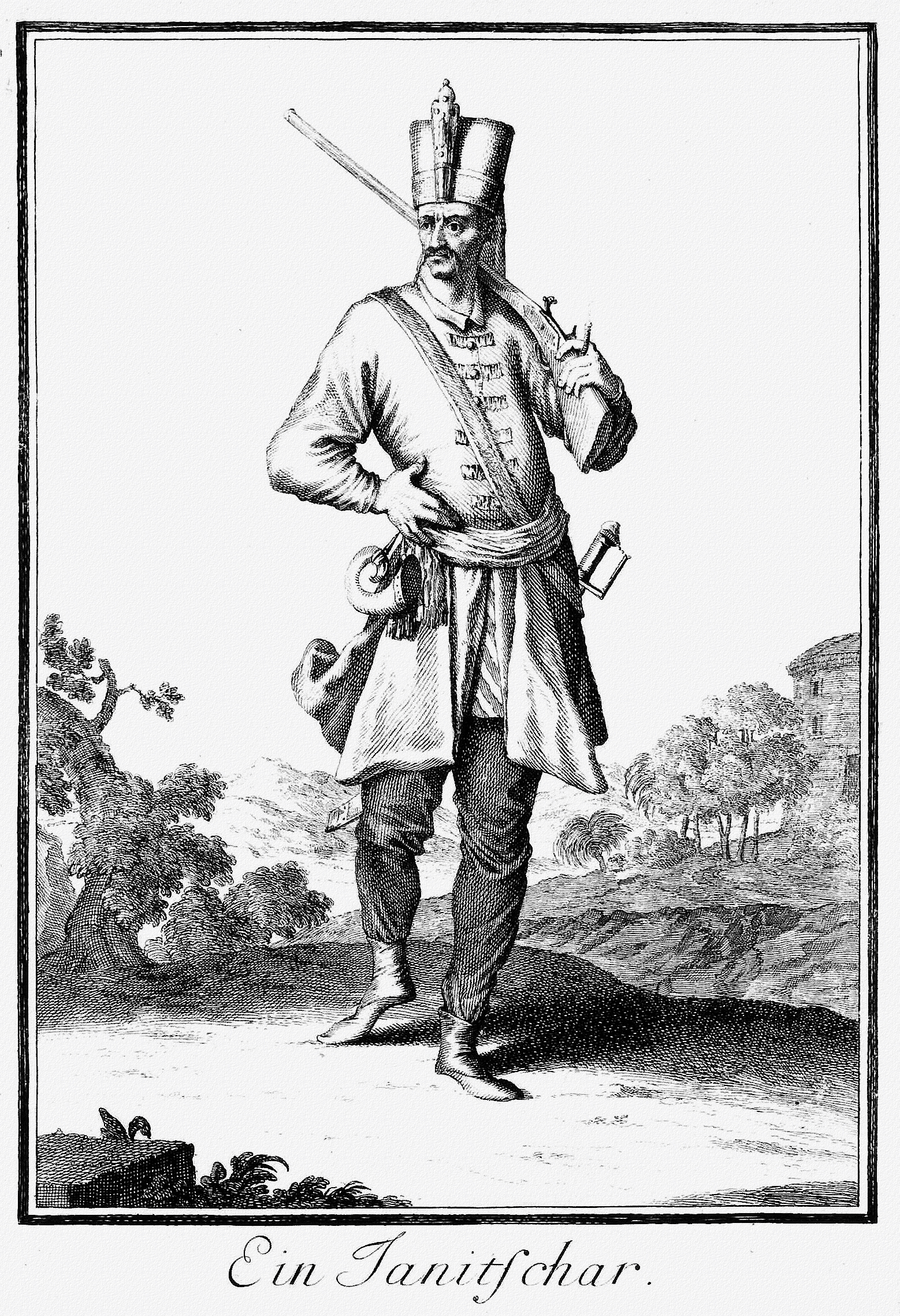
janissaire, 1703
Des janissaires pendant la bataille de Vienne (1683)

#### Cavalerie régulière

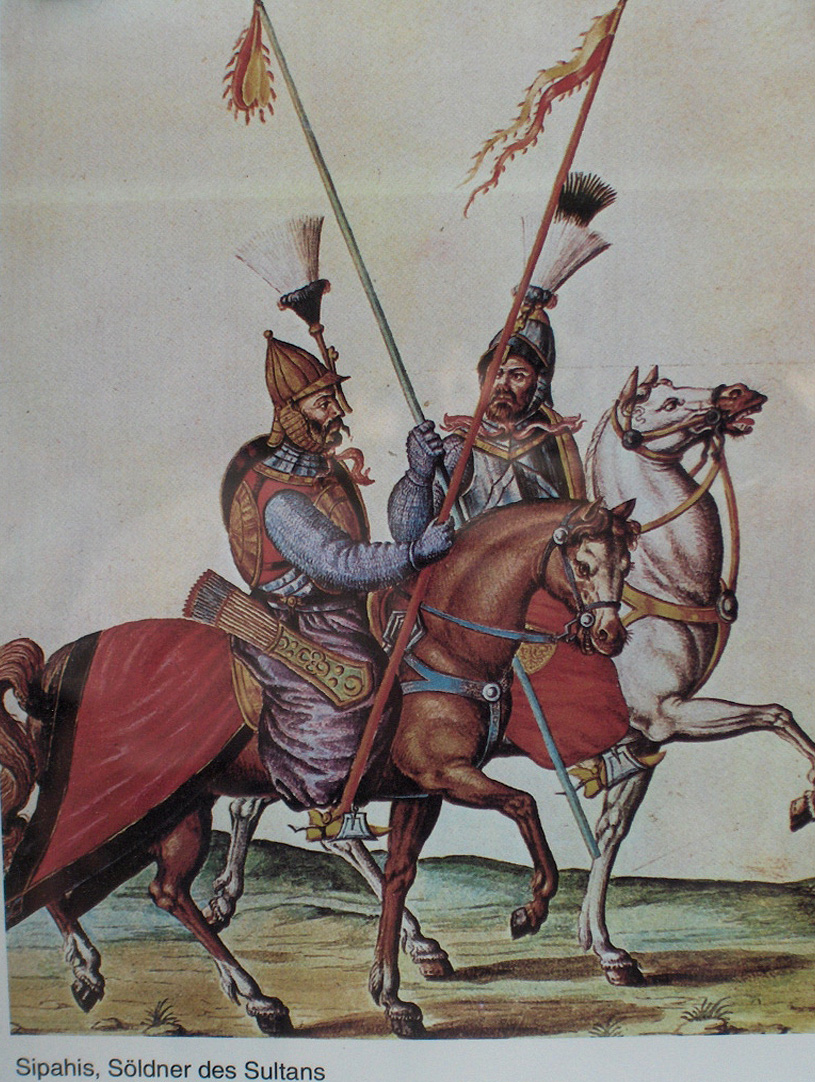
Des sipahis pendant la bataille de Vienne (1683).

La cavalerie du sultan (Kapıkulu Süvarileri Ocağı, littéralement « le foyer des cavaliers esclaves de la Porte ») était composée de six divisions d’élite de cavalerie (Altı Bölük Halkı) : les sipahis, les silahdars, les ulufeciler de la droite (Sağ Ulufeciler) et de la gauche (Sol Ulufeciler) et les garipler de la droite (Sağ) et de la gauche (Sol).
La plus importante et prestigieuse de ces divisions était les sipahis. Placés directement sous les ordres du sultan, ils sont l'équivalent monté des janissaires, qu'ils escortent et protègent. Leur corps est créé par Mourad Ier au XVe siècle. Ils sont à l'origine recrutés comme les janissaires, par le système du devşirme, mais leur recrutement s'élargit par la suite.

### Armée irrégulière
Elle se compose de différents corps locaux ou irréguliers, les Yerli Kulu et les Serhat Kulu.

#### Yerli Kulu
Parmi les Yerli Kulu, les plus connus sont les azabs, des conscrits turcs essentiellement issus d'Anatolie. Parmi eux, on peut compter les fameux bachi-bouzouks (başıbozuk) qui sont recrutés à partir de 1389 et composés de sans-abri et de criminels ; indisciplinés et bigarrés, ils sèment la terreur dans les territoires conquis. Les azabssont aussi utilisés pour l'approvisionnement des lignes de front et le génie ou parfois en servant littéralement de chair à canon.
Les sekbans sont des mercenaires recrutés en tel nombre qu'ils constituent parfois la principale force des armées ottomanes. Leur loyauté va cependant au plus offrant, et de nombreuses rébellions, envers le sultan et les janissaires notamment, jalonnent leur histoire. 
Les autres corps des Yerli Kulu sont les Tüfenkçi, les İcareli (artillerie indigène) et les Müsellem (génie).

#### Serhat Kulu
Les Serhat Kulu sont composés des Deliler (cavalerie légère des Balkans), des Gönüllü (bénévoles), des Besli, des tîmârlı sipahi (cavalerie noble), des akıncılar (éclaireurs montés).

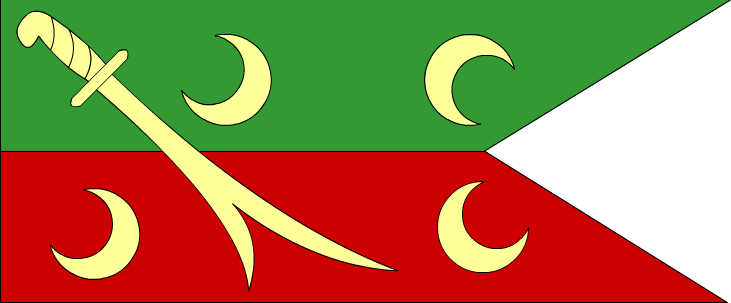
Drapeau des Sipahis.

Le statut des sipahis ressemble à celui des chevaliers de l'Europe médiévale. 
Un sipahi est propriétaire d'un fief (tîmâr), d'où leur nom alternatif tîmârlı sipahi ou timariotes. Comme dans les fiefs européens, il peut récolter les revenus issus de sa terre en échange de ses services en temps de guerre. Les paysans du fief sont ses sujets. Le tîmâr est la plus petite unité de terre que peut obtenir et posséder un sipahi (directement de la part du sultan à la suite d'une conquête militaire), et l'ensemble des revenus qu'il peut obtenir par année ne dépasse généralement pas 10 000 akçe (soit deux à quatre fois plus que ce que gagne un professeur à l'époque). 
Un ziamet est détenu par des sipahis ayant le grade d'officier, rapportant jusqu'à 100 000 akçe. 
La plus grande unité de terre, le has rapporte plus de 100 000 akçe et son propriétaire ne peut être qu'un officier supérieur de l'armée. 
Un tîmâr sipahi doit fournir plus de cinq soldats à l'armée du sultan, un ziamet sipahi est tenu d'envoyer jusqu'à vingt soldats et un has sipahi plus de vingt. En temps de paix, les sipahis sont responsable de la perception des impôts pour le sultan.
Ils ne doivent pas être confondus avec les sipahis de la Porte, le corps de cavalerie professionnelle de l'armée composé essentiellement d'esclaves. Ils ont peu de points communs, les timariotes (tîmârlı sipahi) étant ce qu'on peut apparenter à des nobles, si ce n'est leur appellation commune sous le terme sipahis.
Une force légère de cavaliers professionnels appelés les Akindjilars (« faiseurs de raid ») précède le gros de l'armée sur les territoires à conquérir. Faisant office d'éclaireurs et de force d'intervention rapide, ils ne touchent pas de solde et se rémunèrent par les pillages et razzias.

## Réformes (1795–1858)

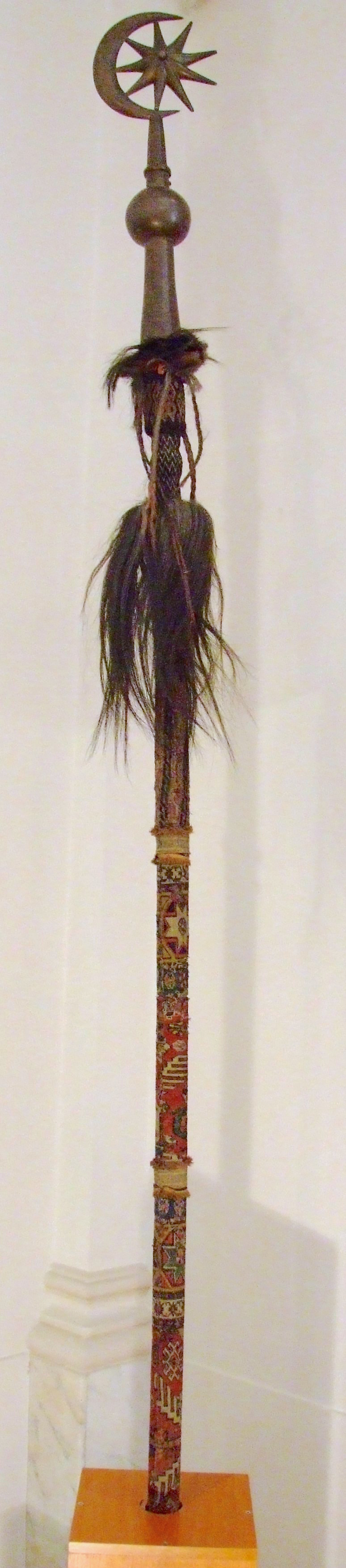
Enseigne à deux Tüy d'un pacha ottoman, 1877. Un tel symbole ne quittait jamais son titulaire, ni en paix en tant que gouverneur d'un territoire, ni en guerre en tant que commandant d'un corps d'armée.

À partir de la fin du XVIIIe siècle, un certain nombre de réformes touchent les forces armées ottomanes.

### Réformes de Sélim III (1789-1807)
Lorsque Sélim III monte sur le trône en 1789, il entreprend une série de réformes dans l'objectif de sécuriser les frontières de l'Empire. La première est l'introduction de conseillers étrangers dans le cadre de l'alliance franco-ottomane débutée en 1536 entre François Ier et Soliman le Magnifique. Alors que la marge de manœuvre des conseillers français était relativement limitée, elle est largement étendue à compter de 1795. Un des conseillers envoyés à Constantinople aurait dû être le jeune Napoléon Bonaparte pour aider à organiser l'artillerie ottomane (il n'y est finalement pas allé, retenu à Paris par l'insurrection royaliste du 13 vendémiaire an IV). En revanche, l'ambassadeur de France, le général Sebastiani, contribue à organiser la défense des Détroits et à repousser la flotte britannique lors de l'attaque des Dardanelles (1807) (en).
Cependant, le changement le plus important est la création d'une nouvelle unité d'infanterie d'élite : les nizam-i Djédid (du même nom que l’appellation regroupant toutes les réformes de l'époque). Ces soldats d'élite portent des uniformes et des armes de type occidental et sont entraînés de la même façon que les armées européennes. Cette nouvelle force met en péril les privilèges des janissaires, unité d'élite de la période classique mais devenus une élite conservatrice utilisant son pouvoir militaire afin de profiter au mieux des avantages politiques et commerciaux de son statut. En 1806, les janissaires – appuyés par les oulémas (religieux) et les gouverneurs provinciaux – se rebellent contre la nouvelle unité et destituent Sélim, le remplaçant par Moustafa IV qui ne règne qu'une année de loi martiale (1807) avant que Mahmoud II lui succède en 1808.

### Réformes de Mahmoud II (1808-1839)
La première tâche de Mahmoud II fut de s'allier avec les janissaires pour de mettre fin l'autonomie de gouverneurs provinciaux comme Ali Pacha de Janina. Lorsque le sultan eut acquis le soutien des janissaires et restauré son autorité au sein de l'empire, il les fit massacrer dans leurs baraquements en 1826, événement connu sous le nom de vaka-i Hayriye (littéralement « événement heureux »). Le sultan remplaça les janissaire par des troupes modernisées mais la guerre d'indépendance grecque, prolongée par la guerre russo-turque de 1828-1829, ne lui laissa pas le temps d'organiser correctement sa nouvelle armée. Les recrues étaient inexpérimentées et indisciplinées contre les vétérans du Tsar et le traité d'Andrinople (1829) vient sceller un accord désastreux pour l'empire ottoman.
Cependant, alors que les réformes avaient pour but initial d'améliorer les forces armées, leur principal effet fut plutôt d'ordre social, avec la création d'une série d'universités dispensant toutes les matières, des mathématiques à la médecine.

### Réformes d'Abdulaziz (1861-1876)

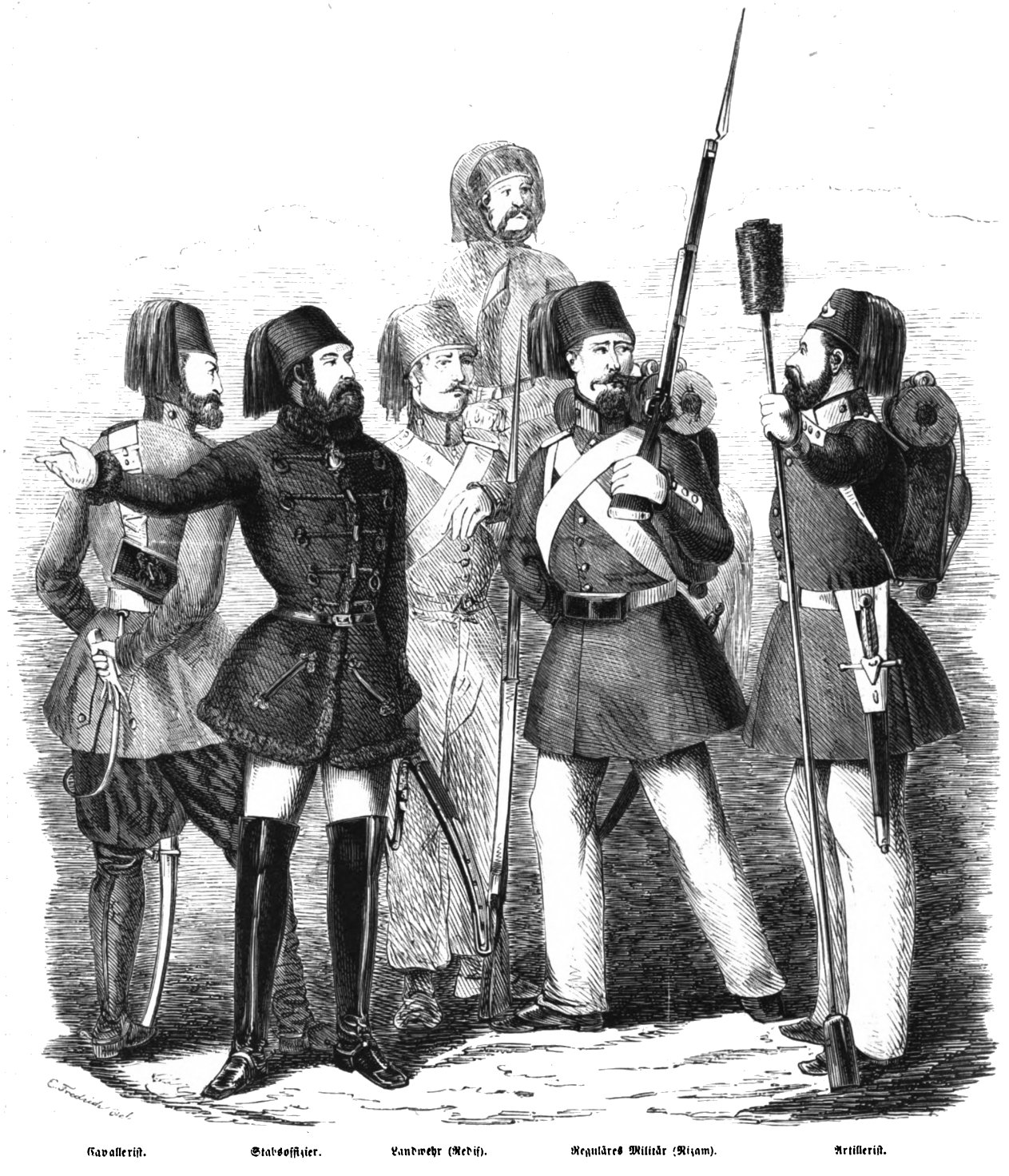
Soldats ottomans vêtus à l'européenne, gravure allemande, Die Gartenlaube, 1854

L'ordonnance de 1843 divise l'armée ottomane en deux services distincts :
1. le nizam, le service actif
2. le redif, la réserve

Cette même ordonnance fixe la durée du service dans l'armée active à 5 ans, à l'expiration desquelles les soldats sont renvoyés dans leurs foyers pour y être incorporé dans le redif, ou ils sont maintenus pendant 7 autres années.
Au moment de la guerre de Crimée, l'armée active est composée de 6 corps d'armée ou camps appelés ordous et placés sous le commandement d'un muchir, un feld-maréchal.
Chaque ordou forme 2 corps ou divisions sous les ordres d'un ferik, général de division.
Chaque division est composée de 3 brigades commandées par des hivas, généraux de brigade.
L'ordou entier est composé de 11 régiments dont 6 d'infanterie, 4 de cavalerie et 1 d'artillerie.
Le chiffre régimentaire de chaque bataillon est de 816 hommes (officiers, sous-officiers et soldats), ayant 1 chef de bataillon et un corps d'officiers et de service organisé à peu près sur le modèle de l'infanterie française.
En ajoutant le miz-alaï (colonel), le caimacam (lieutenant-colonel) et le alaï-emins (major) l'effectif de chaque régiment à 4 bataillons est de 3 265 hommes.
Les régiments de cavalerie sont formés de 6 escadrons. Les 1er et 6e sont des chasseurs ou des hussards et les 4 autres des lanciers. En se formant en bataille les lanciers sont en première ligne, les chasseurs ou hussards viennent ensuite. Chaque régiment est composé de 720 cavaliers, qui y compris son état-major et la compagnie hors rang compte au total 934 hommes.
Les régiments d'artillerie sont composés de 1 765 hommes et de 11 batteries, dont 3 à cheval et 8 à pied, pourvues de 64 pièces de campagne, plus 4 obusiers de montagne.
L'effectif de l'ordou est donc de 6 régiments d'infanterie à 2 800 hommes, soit 16 800 hommes, 4 régiments de cavalerie à 720 hommes soit 2 880 cavaliers et 1 régiment d'artillerie à 1 765 hommes soit en tout 21 445 avec 68 bouches à feu.
En dehors et indépendamment des 6 ordous, il existe dans certaines localités des réserves distinctes et des garnisons considérables, par exemple, à Constantinople même, à Candie (Crête), à Belgrade, à La Mecque, à Salonique etc. et le chiffre de ces corps, y compris le génie, les pontonniers pouvait-être évalué à 40 000 hommes, répartis principalement dans plus de 100 forteresses de l'Asie, de l'Europe, de l'Afrique et de l'Archipel.
En récapitulant on trouvait donc :
- 36 régiments d'infanterie, d'un effectif de 100 800 hommes

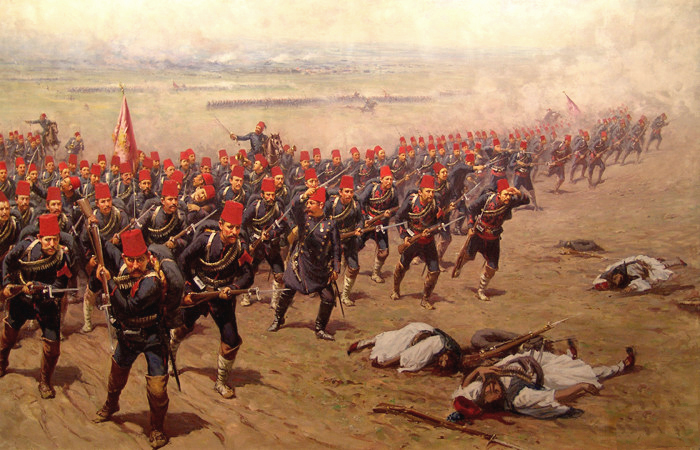
Victoire lors de la guerre gréco-turque, (1897)

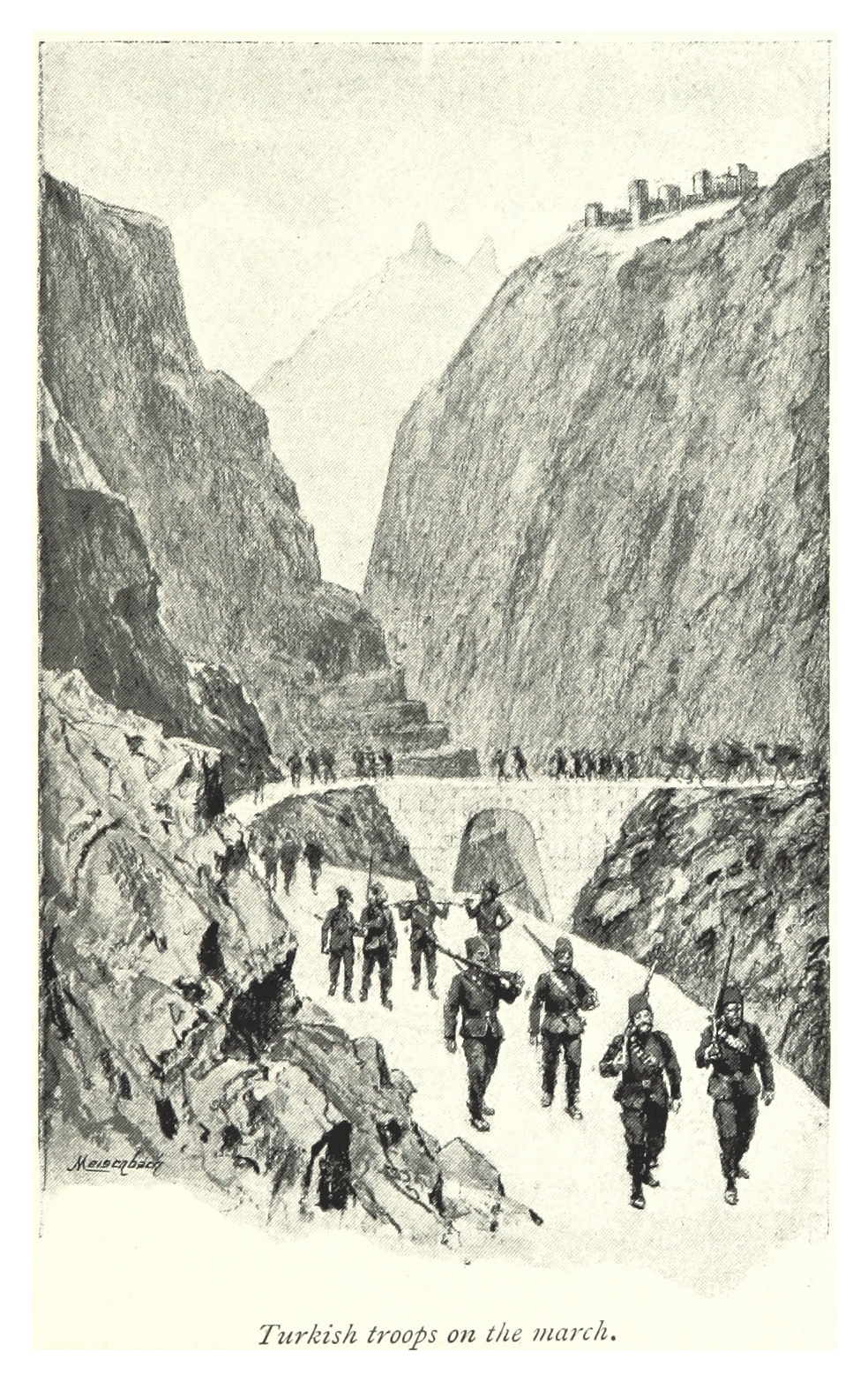
Troupes turques en marche au Yémen. Walter Burton Harris, 1893

- 24 régiments de cavalerie, d'un effectif de 17 280 hommes
- 6 régiments d'artillerie, d'un effectif de 7 800 hommes
- Garnisaires et corps spéciaux d'un effectif de plus de 40 000 hommes
- Total pour l'armée active : 165 880 hommes

Le redif est véritablement une seconde armée présentant dans les différentes armes un nombre de régiments égal à celui de l'armée active. Chaque ordou a son redif, placé en temps de paix sous les ordres d'un liva.
Au double effectif de l'armée d'active et de l'armée de réserve, il faut encore ajouter les contingents auxiliaires que doivent fournir les provinces tributaires et les corps irréguliers.
Les provinces appelées à fournir des contingents réguliers sont l'Égypte, qui fournit 30 000 hommes, et la Tunisie, qui fournit 12 000 hommes.
Les provinces qui fournissent des contingents irréguliers sont la Syrie, qui peut fournir 50 000 cavaliers, le Kurdistan, qui fournit 30 000 hommes (Hamidiés), le Lazistan, qui fournit 20 000 hommes, et l'Albanie, qui fournit 15 000 hommes.
À ces chiffres, il convient d'ajouter les zaltiés, la gendarmerie musulmane, qui peut détacher aisément 12 000 hommes, les Tatars de Dobroudja et de l'Asie mineure ainsi que la réserve considérable des Bachi-bouzouk composée de vieux soldats de toute l'ancienne armée.

## Déclin (1861–1922)
Se référer à l'Armée ottomane de 1826 à 1922.

## Autres composantes de l’armée ottomane

### Armurerie

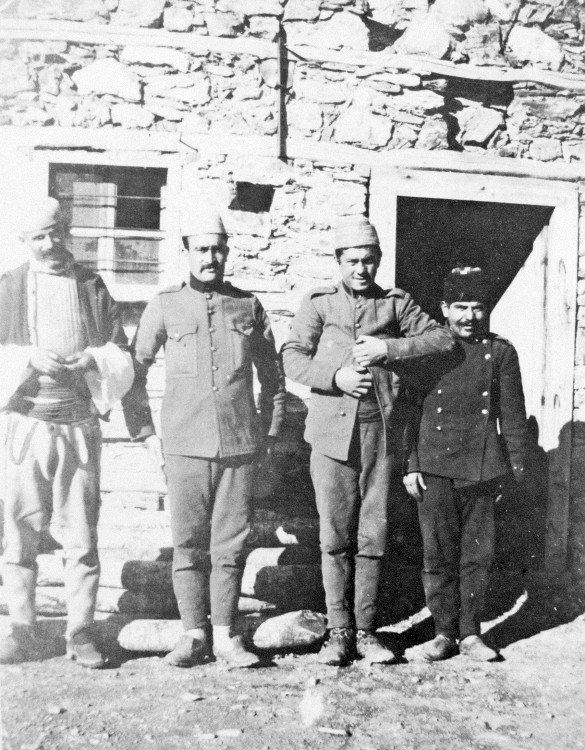
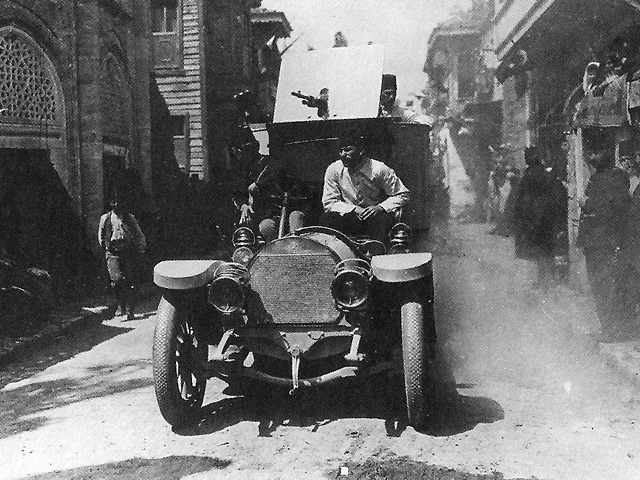
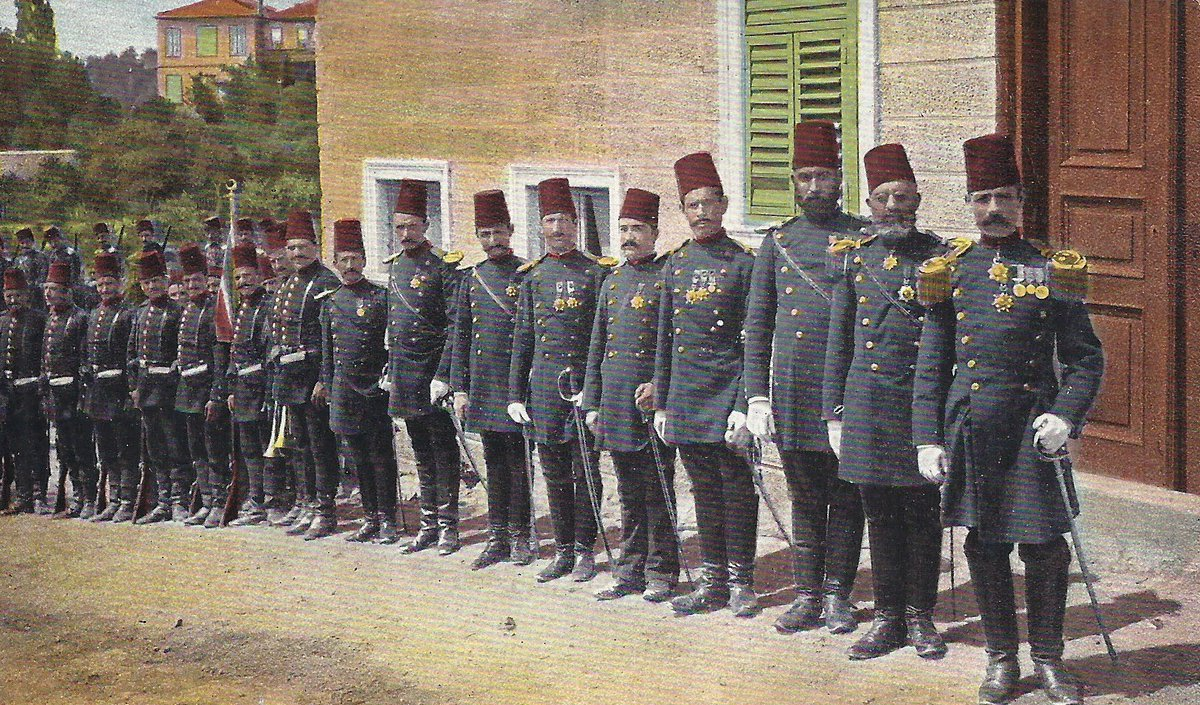
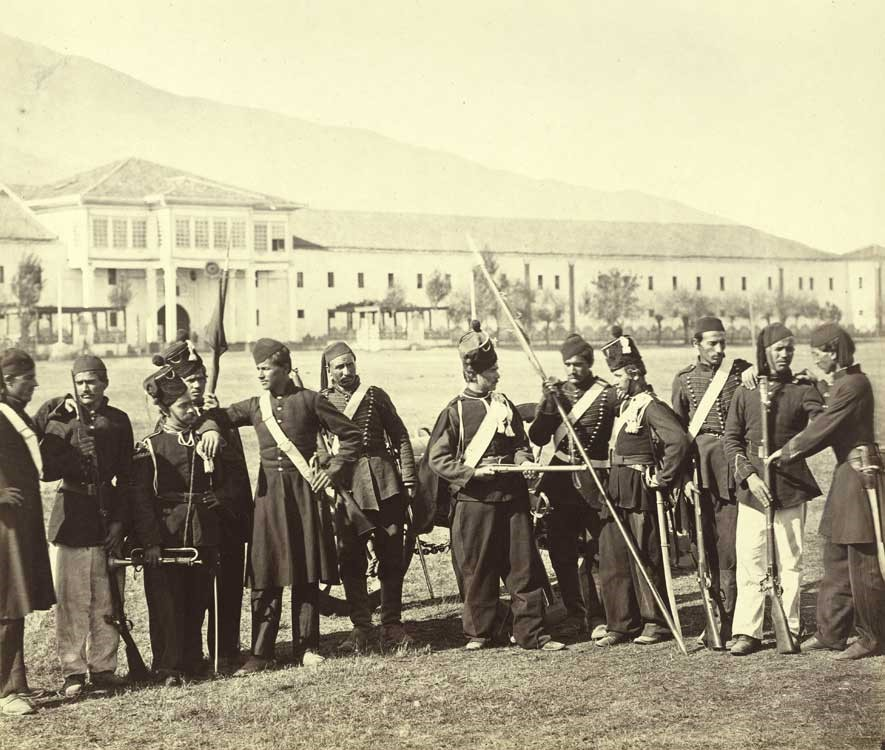
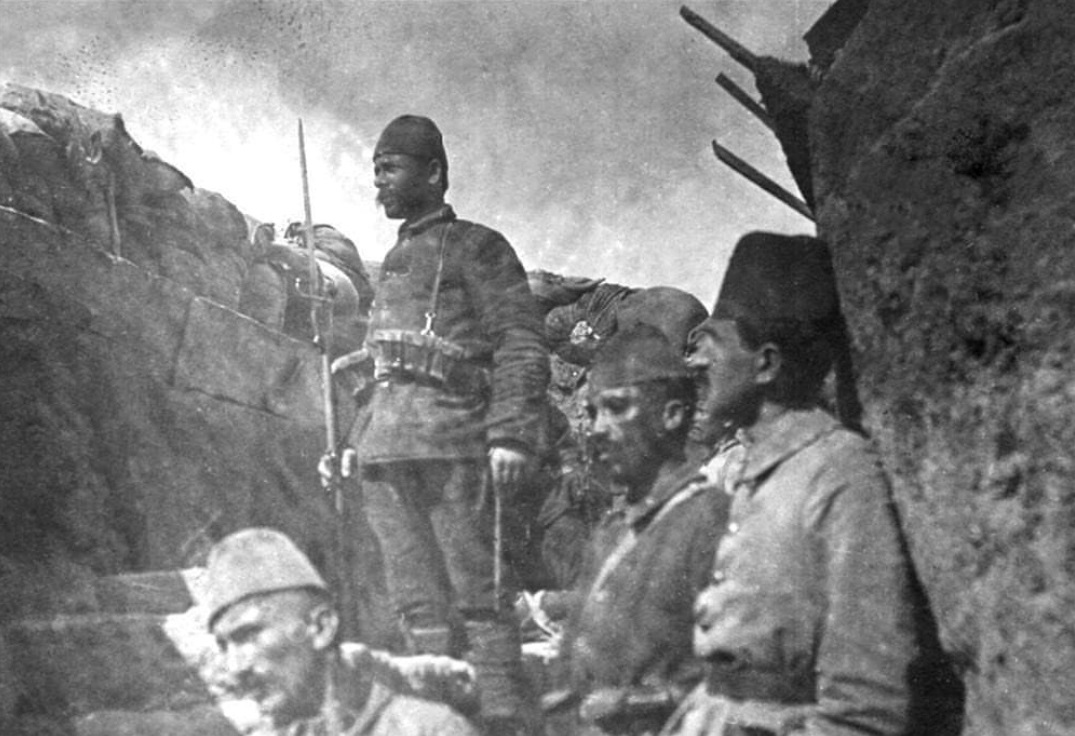

Le corps des armuriers (cebeci), créé au XVe siècle, est spécialement chargé de produire les armes et équipements des janissaires, ainsi que de les acheminer, distribuer et réparer pendant les campagnes. Les janissaires ne reçoivent leurs armes et munitions (300 balles par mousquet) qu'en zone de combat ou pour l'entraînement : autrement, ils sont gardés dans les arsenaux. À partir de la fin du XVIe siècle, la production des cebeci est considérée comme désuète et beaucoup de soldats préfèrent acheter leur fusil sur le marché civil.

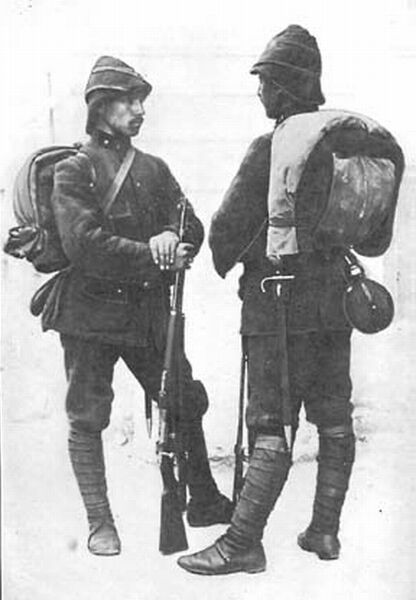
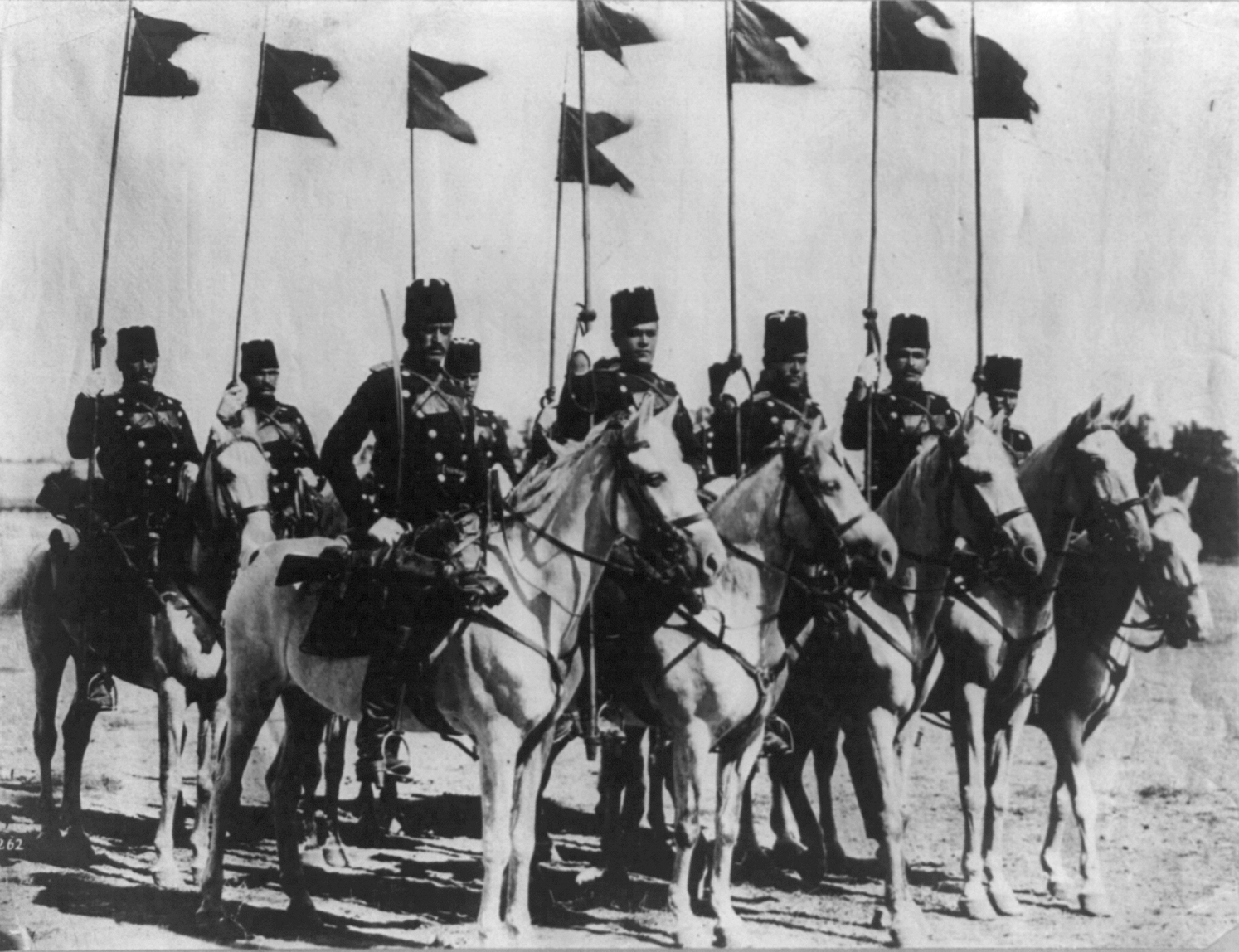
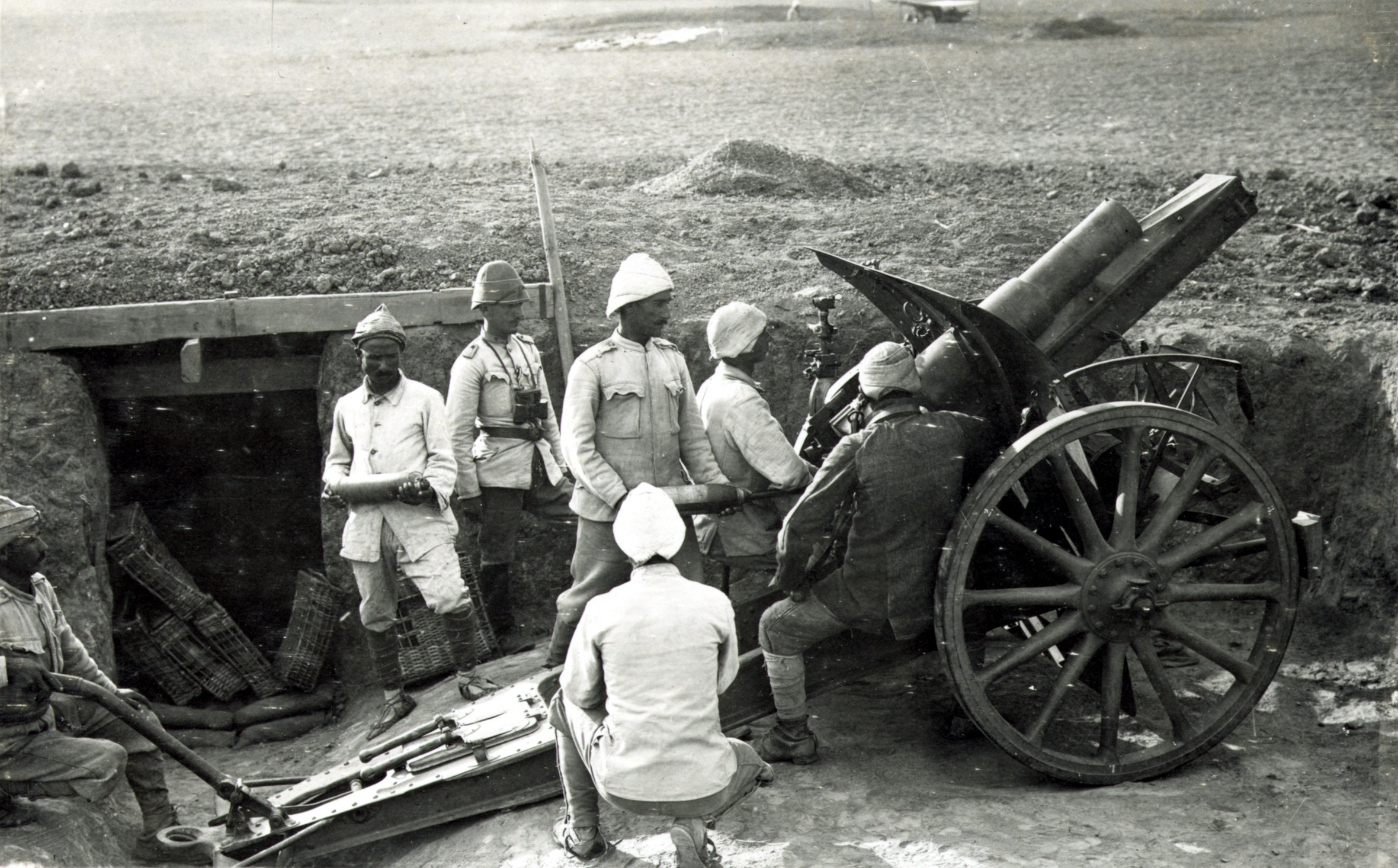
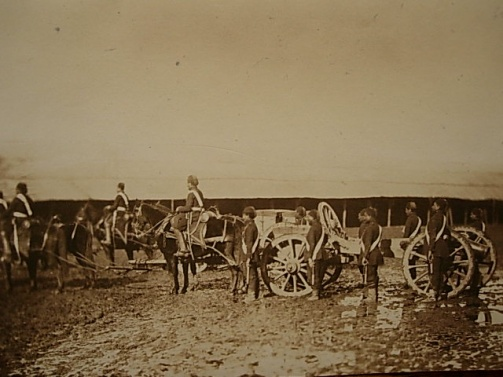
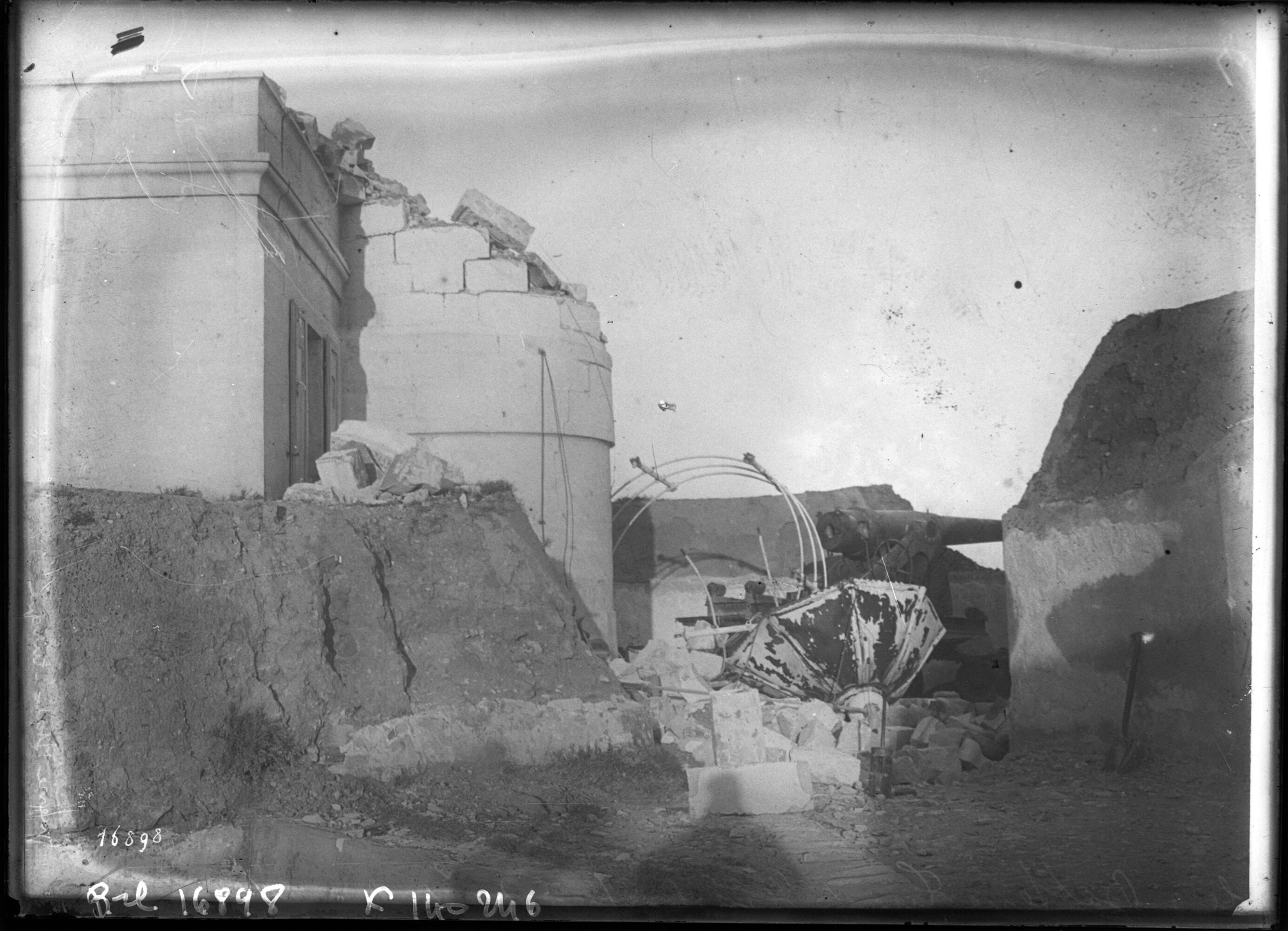

### Intendance et services de santé
L'Empire ottoman, au temps de son expansion, arrive à nourrir des armées très nombreuses pour l'époque. Les soldats ottomans, réputés pour leur frugalité, bénéficient d'un système de réquisitions et d'achats qui leur permet d'entreprendre de longues campagnes. Cependant, ce système montre des signes de faiblesse dès la fin du XVIe siècle.
Vers la fin de la période ottomane, malgré des efforts de réorganisation, l'empire souffre de son retard technique accumulé. Les difficultés d'approvisionnement, cause de mortalité et de désertion, seront une des causes de sa défaite dans la Première Guerre mondiale.
L’École de santé militaire est créée en 1838 par Mahmud II. L'enseignement est donné en français : ce n'est qu'à la génération suivante que les manuels et les cours seront traduits en turc ottoman. En rupture avec la tradition, l'école recourt à des méthodes modernes comme la dissection de cadavres (des esclaves nubiens). C'est la première école non religieuse dans l'Empire ottoman.
Les armées ottomanes sont souvent décimées par les épidémies de choléra, typhus, etc., plus la malaria endémique dans beaucoup de régions. Pendant la mobilisation de la Première Guerre mondiale, de strictes mesures de quarantaine sont appliquées : tous les médecins de 20  à   45 ans sont mobilisés, les soldats doivent respecter une quarantaine et un examen médical avant de se déplacer d'une ville à l'autre. Mais à partir de la bataille de Sarıkamış (décembre 1914-janvier 1915), l'urgence de la situation amène souvent à négliger ces précautions.

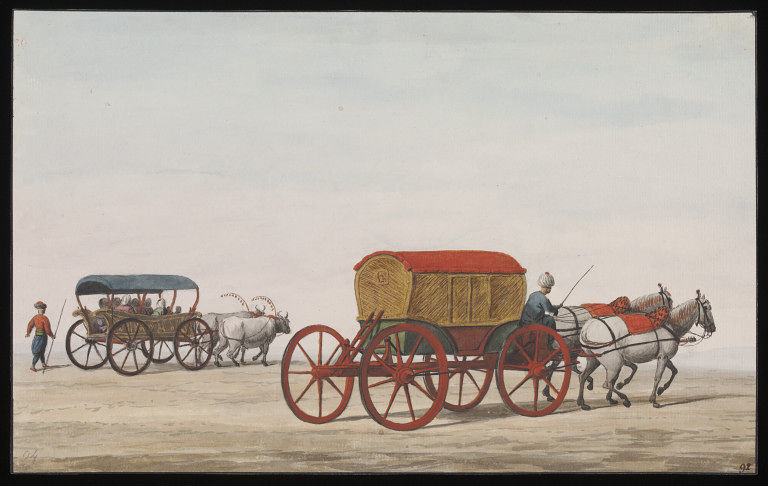
Deux arabas (chariots) ottomans, peintre grec anonyme, 1809
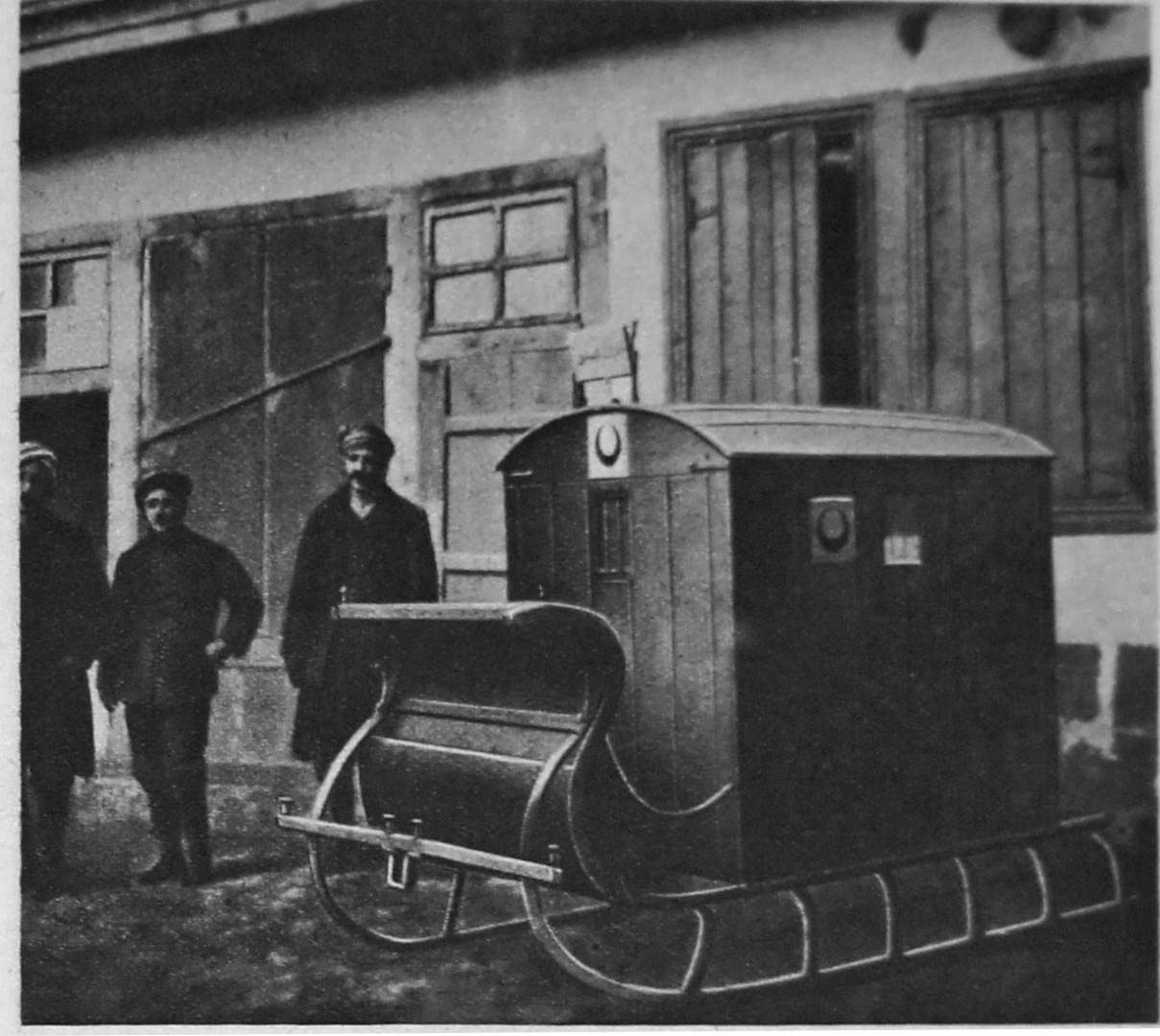
Ambulance-traîneau du Croissant Rouge ottoman capturée par les troupes russes au Caucase, 1916
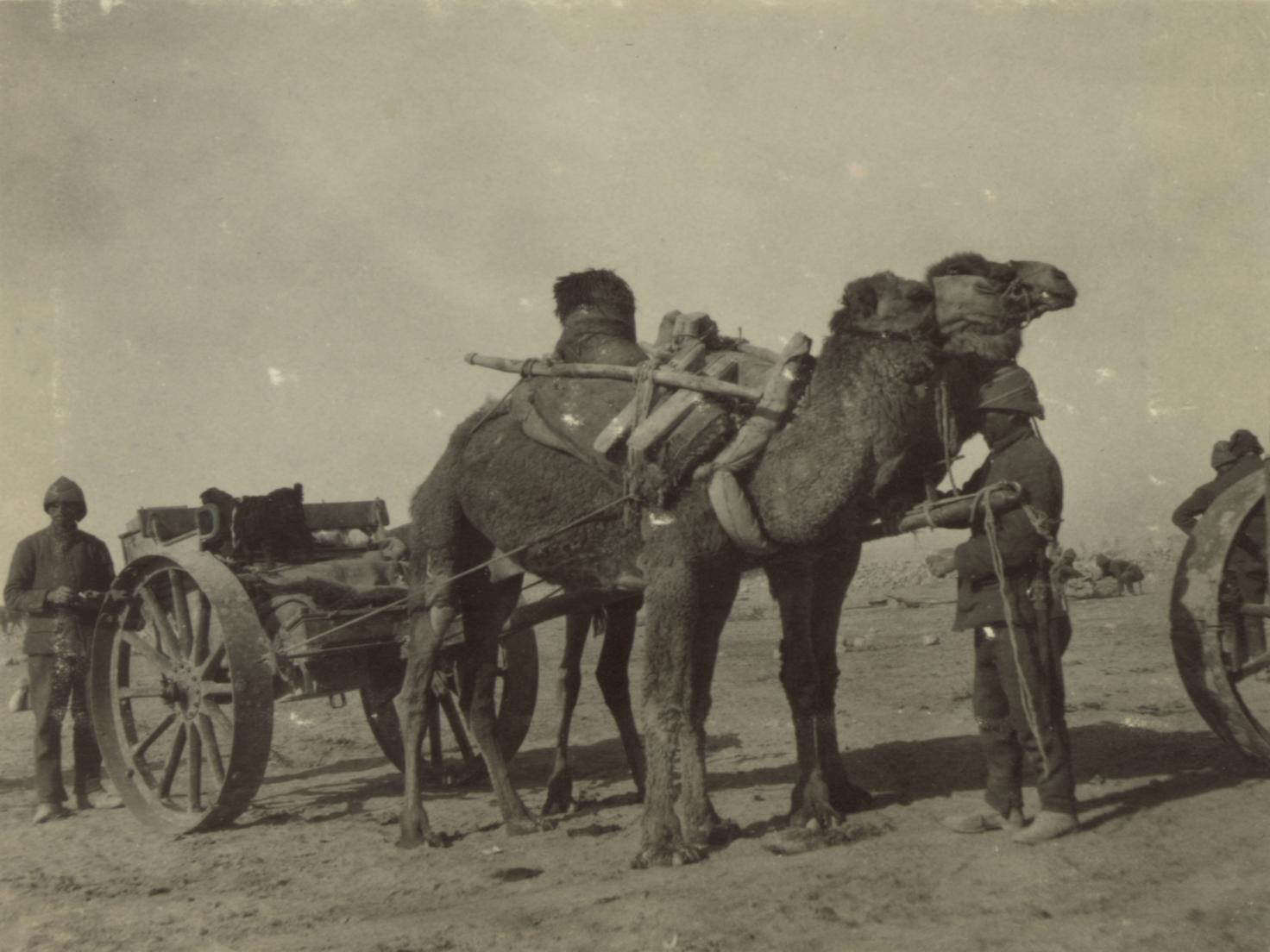
Chariot tracté par des chameaux, 1915
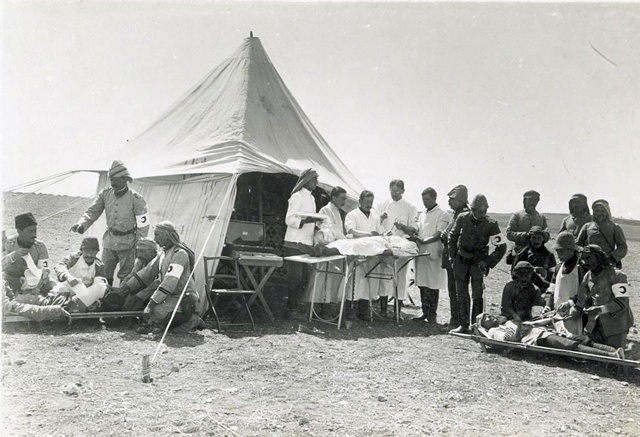
Hôpital militaire ottoman sur le front de Palestine, 1917

### Transmissions
Le transport du courrier est traditionnellement assuré par des cavaliers tatars. Pendant le siège de Kars en 1855, un officier britannique note que : « Il faut habituellement un jour et une nuit pour l'amener ici [depuis Erzurum] et il est porté par des hommes qui vivent sur le dos de leur cheval et ne savent pas ce qu'est la fatigue. » Lorsque l'encerclement russe se resserre, ces postiers doivent prendre des chemins détournés où ils risquent d'être capturés ou tués par la cavalerie légère russe, et le temps de trajet passe à 11 jours. Le trajet est plein d'incertitudes : ainsi, le jeune officier Osmân Ağa de Timișoara, pendant la Grande guerre turque, est capturé par les Autrichiens alors qu'il va porter la solde d'une garnison.
Le télégraphe optique, puis électrique apparaît au XIXe siècle.
La télégraphie sans fil (radio) est introduite par la mission militaire allemande au début du XXe siècle. Pendant la Première guerre balkanique de 1912-1913, le matériel est mal utilisé faute d'horaires précis pour la transmission et la plupart des fourgons de T.S.F. tombent aux mains des Bulgares pendant la retraite de Tchataldja (Çatalca) en octobre 1912. Pendant la Première guerre mondiale en Orient, le matériel de télécommunications est entièrement importé d'Allemagne et d'Autriche-Hongrie.

### Fanfares militaires
Les fanfares militaires ottomanes, souvent associées au corps des janissaires, semblent être parmi les plus anciennes au monde, et sont paradoxalement décrites par le mot mehter (مهتر) qui provient du persan qui étymologiquement ne qualifie qu’un seul musicien.

### Marine ottomane (1308–1922)
Les Ottomans commencèrent à développer une marine au XIVe siècle, principalement constituée de galères, qui s’illustra notamment dans la Méditerranée, avec des amiraux aussi célèbres que Khayr ad-Din Barberousse. Néanmoins, cette flotte atteint ses limites au XVIe siècle, en Méditerranée lors du grand siège de Malte (1565) et de la bataille de Lépante (1571). Les expéditions navales ottomanes dans l'océan Indien permettent d'arrêter l'expansion de l'empire colonial portugais (1415-1999) mais les Ottomans se désintéressent des mers du Sud après 1589. Les défaites de Tchesmé (1770) et de Navarin (1827) marquent l'éclipse d'une marine techniquement dépassée.

### Armée de l’Air (1909–1922)
L’Armée de l’Air ottomane a été fondée en juin 1909, ce qui en fait l’une des plus anciennes structures de combat aérien au monde.

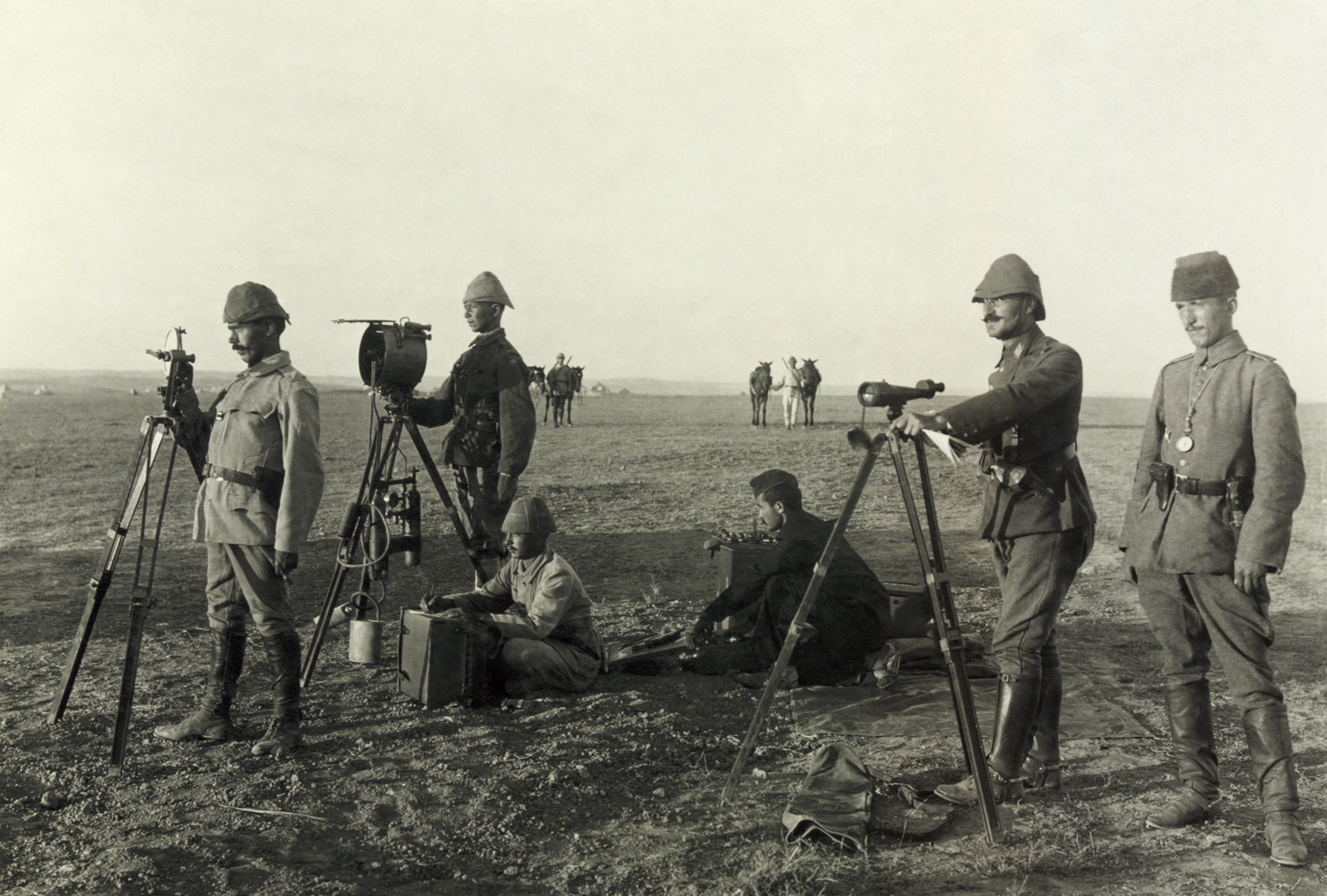
Usage d'un héliographe pendant la campagne du Sinaï et de la Palestine, 1917
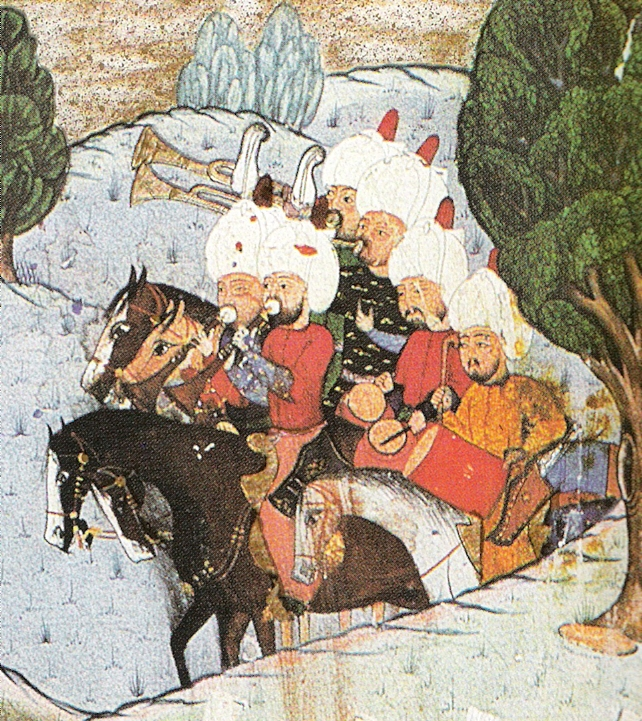
Fanfare militaire, miniature ottomane, v. 1568
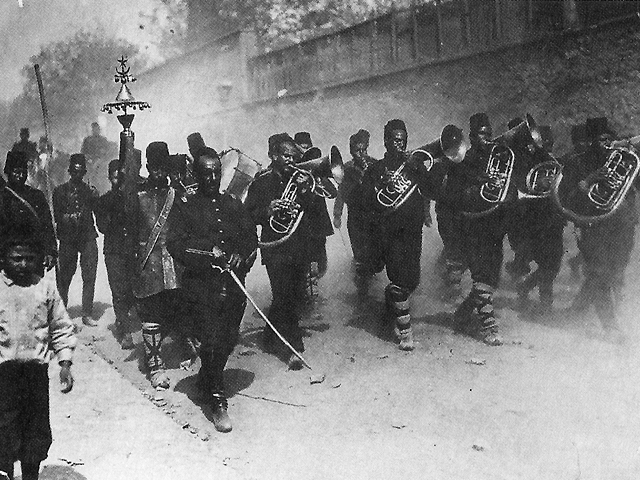
Fanfare Jeunes Turcs, 1909
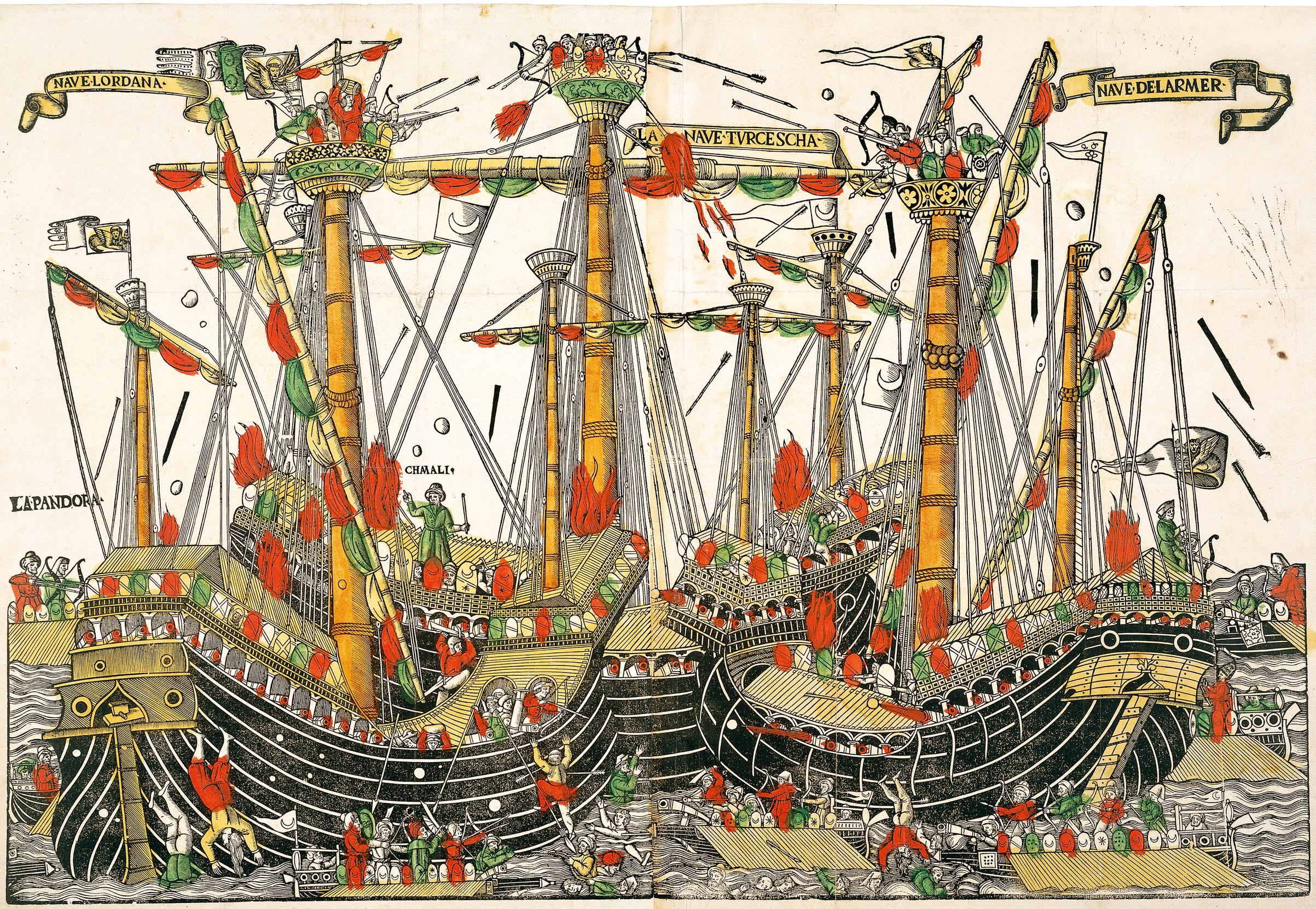
Bataille de Zonchio opposant les Ottomans aux Vénitiens, artiste vénitien inconnu, 1499
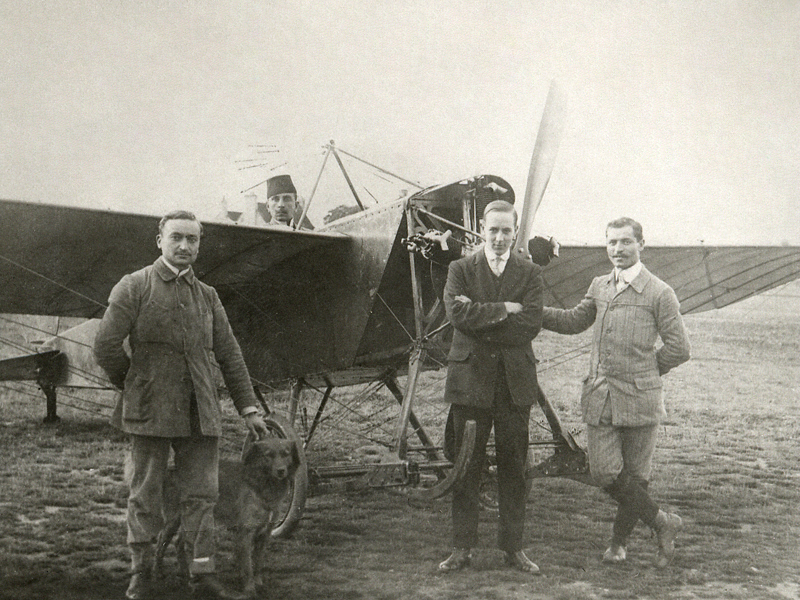
Pilotes ottomans, 1912

## Grades

### Période classique
Les Aghas (Ağa) étaient les commandants des différentes branches des services militaires. Ils étaient différentiés par la division qu'ils commandaient, comme yeniçeri agha, besli agha ou azab agha, respectivement chefs des janissaires, des beslis et des azabs. Ce titre était également porté par les commandants des plus petites unités militaires, comme les bölük agha (compagnie) ou les ocak agha (troupe).
Il existait cependant deux exceptions à l'utilisation de « agha » :
- les Bölükbaşı était le commandant d'un bölük, l'équivalent du grade de capitaine ;
- les Çorbacı (littéralement « le serveur de soupe ») était le commandant d'une orta (régiment) de janissaires, l'équivalent du grade de colonel.

### Période moderne
- Nefer (soldat)
- Onbaşı (caporal)
- Çavuş (sergent)
- Mülâzım-ı Sani (lieutenant)
- Mülâzım-ı Evvel (sous- lieutenant)
- Yüzbaşı (capitaine)
- Kolağası (capitaine supérieur)
- Binbaşı (major)
- Kaymakam (lieutenant colonel)
- Miralay (colonel: commandant d'un régiment : alay)
- Mirliva (général commandant d'une brigade : liva)
- Ferik (general de corps d'armée)
- Birinci Ferik (général d'armèe)
- Müşir (maréchal - titre et non grade).